# 火薬陰謀事件
火薬陰謀事件（かやくいんぼうじけん、Gunpowder Plot）とは、1605年のイングランドにおいてロバート・ケイツビーを首謀者とする同国のカトリック教徒たちが、国王ジェームズ1世の暗殺を企てたが失敗に終わった政府転覆未遂事件。イングランド国教会の成立に伴う半世紀以上にわたるカトリック教徒への迫害を止めさせ、カトリック教徒の君主に挿げ替える企てであった。当時は「火薬反逆陰謀事件（Gunpowder Treason Plot）」や「イエズス会反逆事件（Jesuit Treason）」と呼ばれていた。
このテロ計画は、1605年11月5日に貴族院（ウェストミンスター宮殿）で行われる予定であった議会開会式を狙い、大量の火薬をもって議場ごと爆破し、国王ジェームズ1世以下その側近らをまとめて暗殺した上で、同時にミッドランズ地方で民衆叛乱を起こし、ジェームズの9歳になる王女エリザベスをカトリックの傀儡君主として王位に就けるというものであった。ケイツビーが陰謀を企てたのは、新王ジェームズの宗教政策が期待していたほど寛容ではなく、イングランドのカトリック教徒たちが失望したためだと考えられている。ケイツビーの仲間には、ジョン・ライト、トマス・ウィンター、ガイ・フォークス、トマス・パーシーの主要5名のほか、ロバート・キーズ、トマス・ベイツ、さらに彼らの縁者やカトリックの友人であるクリストファー・ライト、ロバート・ウィンター、ジョン・グラント、アンブローズ・ルックウッド、サー・エバラード・ディグビー、フランシス・トレシャムなどがいた。この中でフォークスは、オランダ独立戦争（八十年戦争）で、反乱軍（独立軍）の鎮圧に失敗したスペイン軍側に10年従軍した経歴を持ち、計画の要となる爆発物の責任者となった。
1605年10月26日、第4代モンティーグル男爵ウィリアム・パーカーに送られた匿名の手紙によって、この計画は当局に察知された。11月4日深夜、貴族院の探索が行われた結果、議場を瓦礫に変えるのに十分な量の火薬樽36本を隠し持つフォークスが見つかり、逮捕された。計画が露見したことを知った犯人らのほとんどはロンドンから逃亡するが、最後の抵抗として計画通りにミッドランズでの反乱を起こそうとした。しかし、もはやケイツビーらを支援したり協力しようとする者はおらず、スタッフォードシャーのホルベッチ・ハウスに滞在していたところを、州長官率いる200人規模の追跡隊に襲撃された。この戦闘でケイツビーら主だった者が何名か射殺され、生き残った者は逮捕された。他の場所へ逃げていた者もまもなく逮捕され、平民のベイツを除いて全員がロンドン塔に投獄された。1606年1月27日に行われた裁判において、フォークスを含む生きたまま捕縛された8人が大逆罪で有罪となり、首吊り・内臓抉り・四つ裂きの刑が言い渡された。刑は同月30、31日に執行された。また、ケイツビーら既に死亡していた者も遺体を掘り起こされて斬首され、晒し首にされた。
当時の裁判では陰謀の首謀者はケイツビーらではなく、イエズス会が黒幕ということにされた。計画の詳細については、当時のイングランドにおけるイエズス会の要人であったヘンリー・ガーネット神父が知っていたとされる。彼は最終的に大逆罪で死刑宣告され、1606年5月3日に処刑されたが、実際にどれほど把握していたかについては議論の余地がある。彼は告解によって計画を打ち明けられたがために、告解室の絶対的な守秘義務によって当局に知らせることができなかった。 
陰謀が発覚した直後より、イングランド政府は新たな反カトリック法を制定するなど、カトリック弾圧を強める姿勢を見せたが、実際には限定的なものであり、ジェームズ1世の治世下では多くの重要かつ忠実なカトリック教徒が政府高官として活躍した。また事件を起こしたのは、カトリック教徒の中でも一部の過激派であると見なし、外交政策でもスペインなどのカトリック国家との融和に努めた。また、事件は神によって未然に防がれたという認識も登場し、ジェームズは王権神授説の思想を強め、陰謀発覚の翌5日には失敗を記念する焚き火がロンドン市内で焚かれた。これはその後「11月5日の遵守法」として正式な祝祭日となり、以降、この日には、特別な説教や教会の鐘を鳴らすといった公的な式典も行われるようになった。これが現在でも11月5日のイギリスで行われているガイ・フォークス・ナイトに発展した。

## 背景・前史

### イングランドにおける宗教政策

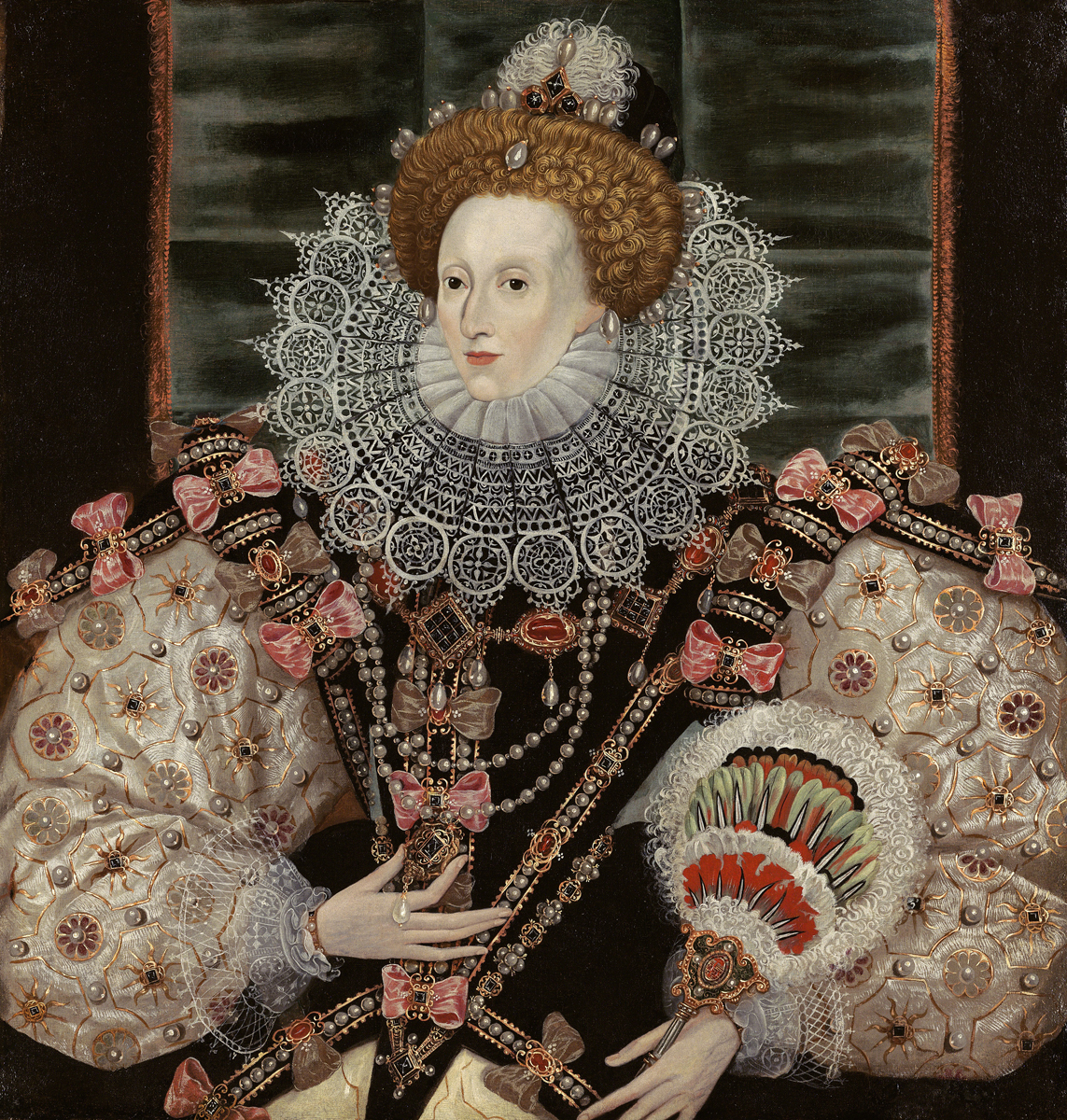
イングランド女王エリザベス1世

1533年から1540年にかけて、ヘンリー8世はローマ教皇庁より、国内における宗教の実権を奪うべく行動を起こし、数十年にわたる宗教的緊張が始まった。イングランドのカトリック教徒たちは、旧教より分離し、新たに設立されたプロテスタントのイングランド国教会が支配する社会での生活を強いられた。ヘンリーの娘であるメアリー1世の時代に少し揺り戻しが起こるものの、1558年に同じくヘンリーの娘でメアリーの妹である女王エリザベス1世の時代になると、彼女は公職や教会の役職に就いた者は、教会と国家の長である君主に忠誠を誓うことを義務付ける「エリザベス朝の宗教的解決」を導入し、宗教対立の激化に対応した。この宣誓（至上権承認の宣誓）を拒否した場合の罰則は厳しく、宣誓を守らなかった場合は罰金を科せられ、再犯者には投獄や処刑の危険があった。カトリックは迫害され、司祭たちは拷問や処刑の脅威に晒されながらも、秘密裡に信仰を続けた。

### 王位継承権問題
未婚で子供のいなかったエリザベス女王はその生前において後継者を指名することを断固として拒否した。多くのカトリック教徒らは、彼女のいとこでスコットランド女王のメアリーこそが正当な王位継承者であると考えていたが、彼女は1587年に反逆罪で処刑された。継承問題に際しては、エリザベスの晩年に国王秘書長官ロバート・セシルが、メアリーの息子で後継者であるスコットランド王ジェームズ6世と秘密裏に交渉していた。その結果、1603年3月24日のエリザベスの死の数か月前には、ジェームズの王位継承が密かに内諾されていた。
イングランド国外に亡命したカトリック教徒の中にはスペイン国王フェリペ2世の娘イサベルがエリザベスの後継者に相応しいと考える者もいた。また、穏健派カトリック教徒の中には、ジェームズとエリザベスの従姉妹にあたるアラベラ・ステュアートに期待している者もいた
エリザベスの健康状態が悪化すると、政府は「主要な教皇派」と思われる者たちを拘束し、さらに枢密院は心配のあまり、アラベラが教皇派に誘拐されるのを防ぐために彼女をロンドン近郊に移動させた。これは決して杞憂ではなく、実際にアラベラを王位につけようとした後述するメイン陰謀事件が存在した。
このように後継者候補には異論もあったが、上記の準備によって1603年3月24日のエリザベスの死に際して、王位継承の作業は円滑に行われた。同日、セシルはジェームズ6世への継承を布告し、のち7月25日にイングランド王及びスコットランド王ジェームズ1世として戴冠した。これは一般に祝福された。教皇派の有力者たちもまた、予想されていたような事件を起こすどころか、新君主への熱烈な支持を表明した。イングランド国内で発見されれば死刑に処されるイエズス会の司祭たちすら、「自然の摂理」を体現していると広く信じられていたジェームズへの支持を表明した。
約半世紀にわたってイングランド人たちは、王位継承者を指名しない君主の下で暮らしていたが、ジェームズには明確な継承権者を持つ家族がいた。彼の妻であるアン・オブ・デンマークは王の娘であった。彼らの嫡男である9歳のヘンリーはハンサムで自信に満ちた少年だと思われており、またその妹と弟であるエリザベスとチャールズも含めて、ジェームズがプロテスタントの君主を続けるための王位継承者を用意できていることを示していた。

### ジェームズ1世の初期の治世
ジェームズのカトリック教徒に対する態度は、前王よりも穏健であり、おそらく寛容であった。「静かで、見かけでも法に従う者は迫害しない」と誓い、また「頭と身体が共にこの島から離れて、海の向こうへと運ばれてくれれば私は嬉しく思う」と述べたように、死刑よりも国外追放の方が良い解決策だと考えていた。
カトリック教徒の中には、ジェームズの母であるスコットランド女王メアリーの殉教が、ジェームズにカトリックへの改宗を促すのではないかと考える者がおり、こうした希望的観測はヨーロッパのカトリック修道院にもあった可能性がある。
また、エリザベス女王時代から続く英西戦争は、プロテスタントの新興国であるイングランドと、カトリックの列強であるスペインという側面を持っていたが、国王に即位したジェームズは停戦を命じ、これを受けてフェリペ3世もまた両国は厳密にはまだ戦争状態にあったにもかかわらず、特使のドン・ファン・デ・タシスを派遣してその即位を祝福した。また、戦争の一環としてイングランドはオランダ独立を求める八十年戦争に際してプロテスタントの反乱軍を支援していたが、これについてもジェームズはオランダに残ったカトリック領の支配者であるアルブレヒト7世の使節を受けるなど融和的な態度を見せた。この戦争に参加していたカトリック教徒にとって、イングランドに力ずくでカトリックの王政を取り戻せるかもしれない可能性は魅力的なことであったが、1588年のスペインによるイングランド侵攻の失敗（アルマダの海戦）を受けて、ローマ教皇庁はイングランド王位にカトリック君主が復帰することには、長期的な展望を持つようになっていた。結果としてジェームズはスペインとの和解に成功し、翌1604年には両国はロンドン条約を調印して戦争は終結した。
16世紀後半、カトリック教徒たちはエリザベス1世の毒殺計画を始めとして、ヨーロッパやイングランドのプロテスタントの為政者に対する暗殺計画をたびたび起こした。イエズス会のフアン・デ・マリアナが1598年に刊行した『王と王の教育について』では、1589年にカトリックの狂信者に刺殺されたフランス王アンリ3世の暗殺を明白に正当化し、1620年代まではイングランドのカトリックの間でも暴君をその座から排除するためには王殺しも正当化されうると考えていた。
「かなり神経質になっていた」ジェームズの政治的な記録物の多くは、「カトリック教徒による暗殺の脅威と『信仰を異端者らと共に歩む必要はない』という（カトリック教徒の）主張への反論に関係していた」。

### 初期の陰謀計画
ジェームズが戴冠した1603年7月前後に、2件の大きな陰謀事件が発覚した。ジェームズがカトリック教徒への迫害をやめる兆しが見えない中で、数人の聖職者（反イエズス会の2人の神父を含む）が、自分たちの手で決着をつけることを企てた。後にバイ陰謀事件と知られるこの計画は、ウィリアム・ワトソンとウィリアム・クラークの2人の神父がジェームズを誘拐してロンドン塔に監禁し、カトリックへの寛容政策を迫るというものであった。
セシルは、ジョージ・ブラックウェル主席司祭ほか複数の関係者からこの計画の情報を知らされ、またブラックウェルは司祭たちに一切関与しないよう命令した。
一方ではほぼ同時期に、コバム男爵ヘンリー・ブルック、グレイ・ド・ウィルトン男爵トマス・グレイ、グリフィン・マーカム、ウォルター・ローリーの4人が、ジェームズとその家族を排除して、アラベラ・ステュアートを王位に迎えるといういわゆるメイン陰謀事件が画策されていた。彼らはスペインのフェリペ3世に資金援助を求めていたが、失敗に終わった。
両方の計画は未遂のまま露見して関係者らは逮捕され、同年秋には裁判が始まった。ブルックの弟ジョージは処刑されたが、治世の開始を血生臭いものにしたくないジェームズの計らいによって、ブルック、グレイ、マーカムの3人は処刑台に立たされた上で恩赦を受けた。彼らの処刑を見せつけられた数日後に処刑されることになっていたローリーもまた、赦免された。アラベラは陰謀のことは知らなかったと否定した。また、バイ陰謀事件の主犯であった2人の神父は断罪され、「非常に血生臭い」罰を受けた後、処刑された。
こうした陰謀事件のニュースはカトリック社会に衝撃を与え、更なる迫害の危機を想起させた。しかし、実際には陰謀の露見によって迫害の手は緩められることになった。
ジェームズは訴えられていた国教忌避者たちに恩赦を与え、罰金の支払いにも1年の猶予を与えた。

### 反カトリック政策の再開
1604年2月19日、ジェームズは、妻のアン王妃が、彼のスパイの一人アンソニー・スタンデン卿を通してローマ教皇からロザリオを送られたことを知り、即座にカトリック教会を糾弾した。その3日後には、イエズス会をはじめとするすべてのカトリック司祭に国外退去を命じ、国教忌避者に対する罰金の徴収を再開した 。
また、ジェームズはイングランド国内のカトリック教徒たちへの懸念から、イングランドとスコットランドの連合に注力した。
例えば財務大臣や枢密院顧問を歴任することになるジョージ・ホームといったスコットランド貴族を政権に招き入れたが、これはイングランド議会の不興を招いた。議員の中には「北方からの人々の流入」を歓迎しないことを表明し、「不毛の地から肥沃な地へと移された植物」に例える者もいた。また、スコットランド貴族に国教忌避の罰金徴収を許可したことは更なる不満を募らせた。
1605年に5,560人が国教忌避で有罪判決を受け、そのうち112人が土地所有者であった。
少数派である富裕層のカトリック教徒が、教区の礼拝に出席することを拒んだ場合、月に20ポンドの罰金が科せられた。さらに裕福な場合には、年間収入の3分の2が罰金として科せられた。中産層の国教忌避者の罰金は、週に1シリングであったが、これらの徴収は「無計画でいい加減」だった。
ジェームズが権力を握ったとき、これらの罰金の総額は年間約5,000ポンド（2020年の価値に換算して約1,200万ポンド）であった。
3月19日、ジェームズは初のイングランド議会での開会演説を行い、自分は平和を願うが、それには「本当の宗教を公表すること」によってのみ可能であると述べた。
彼はまたキリスト教連合について語り、宗教的迫害は避けたいと繰り返した。カトリック教徒にとってこの演説は「自分たちの信仰が再びできるよう希望している」にもかかわらず、「この王国において数と力を増やしてはならぬ」と明確にされたものであった。ジョン・ジェラード神父は、この言葉がイエズス会への迫害を強める原因になったのは間違いないとし、オズワルド・テシモンド神父は教皇派が抱いていた初期のジェームズへの期待に対する答えだと把握した。
この演説の1週間後、シェフィールド卿はノーマンビーの巡回裁判所に連れてこられた900人を超える国教忌避者について国王に報告し、4月24日には、イングランドのカトリック教会の信者たちを違法化すると見なせる余地のある法案が議会に提出された。

## 火薬陰謀事件
ジェームズ1世の宗教政策に不満を覚えた過激派カトリック教徒のロバート・ケイツビーは、国王が出席する貴族院（ウェストミンスター宮殿）で行われる議会開会式を狙って、大量の火薬をもって議場ごと彼を爆殺することを企図した。これは国王ジェームズ以外にも式に参席する彼の近親者や枢密院議員なども重要なターゲットであり、他にも貴族院議員として出席する上級裁判官やプロテスタント貴族、イングランド国教会の主教、また庶民院議員も標的であった。また、もう1つ重要なことは、これと同時にミッドランズ地方で民衆叛乱を起こし、ジェームズの9歳になる王女エリザベス・ステュアートをカトリックの傀儡君主として王位に就けるというものであった。エリザベスはコヴェントリー近郊のクーム・アビーで暮らしており、これはウォリックの北10マイルのところにあり、彼女を確保するにあたってはミッドランズに住んでいた計画者たちには都合がよかった。
エリザベスの兄弟であるヘンリーとチャールズの両王子の運命は成り行き任せであり、彼らが開会式に出席するかどうかは不明であった。また、計画者たちは第9代ノーサンバランド伯ヘンリー・パーシーをエリザベスの摂政とすることを計画していたとされるが、おそらく伯爵にはそのことを伝えていなかったと思われる。

### スペイン反逆事件と計画の始動
| 名前                       | 参加時期      | 最期         | 関係                 |
| -------------------------- | ------------- | ------------ | -------------------- |
| ロバート・ケイツビー       | 首謀者        | 戦闘で死亡   |                      |
| ジョン・ライト             | 初期5人の一人 | 戦闘で死亡   |                      |
| トマス・ウィンター         | 初期5人の一人 | 大逆罪で処刑 |                      |
| トマス・パーシー           | 初期5人の一人 | 戦闘で死亡   |                      |
| ガイ・フォークス           | 初期5人の一人 | 大逆罪で処刑 |                      |
| ロバート・キーズ           | 1604年10月    | 大逆罪で処刑 |                      |
| トマス・ベイツ             | 1604年12月    | 大逆罪で処刑 | ケイツビーの使用人   |
| ロバート・ウィンター       | 1605年3月     | 大逆罪で処刑 | トマスの兄           |
| クリストファー・ライト     | 1605年3月     | 戦闘で死亡   | ジョンの弟           |
| ジョン・グラント           | 1605年3月     | 大逆罪で処刑 | ウィンター兄弟の義弟 |
| アンブローズ・ルックウッド | 1605年9月頃   | 大逆罪で処刑 | キーズの従姉妹の夫   |
| エバラード・ディグビー     | 1605年9月頃   | 大逆罪で処刑 |                      |
| フランシス・トレシャム     | 1605年9月頃   | 獄死         | ケイツビーの従兄弟   |

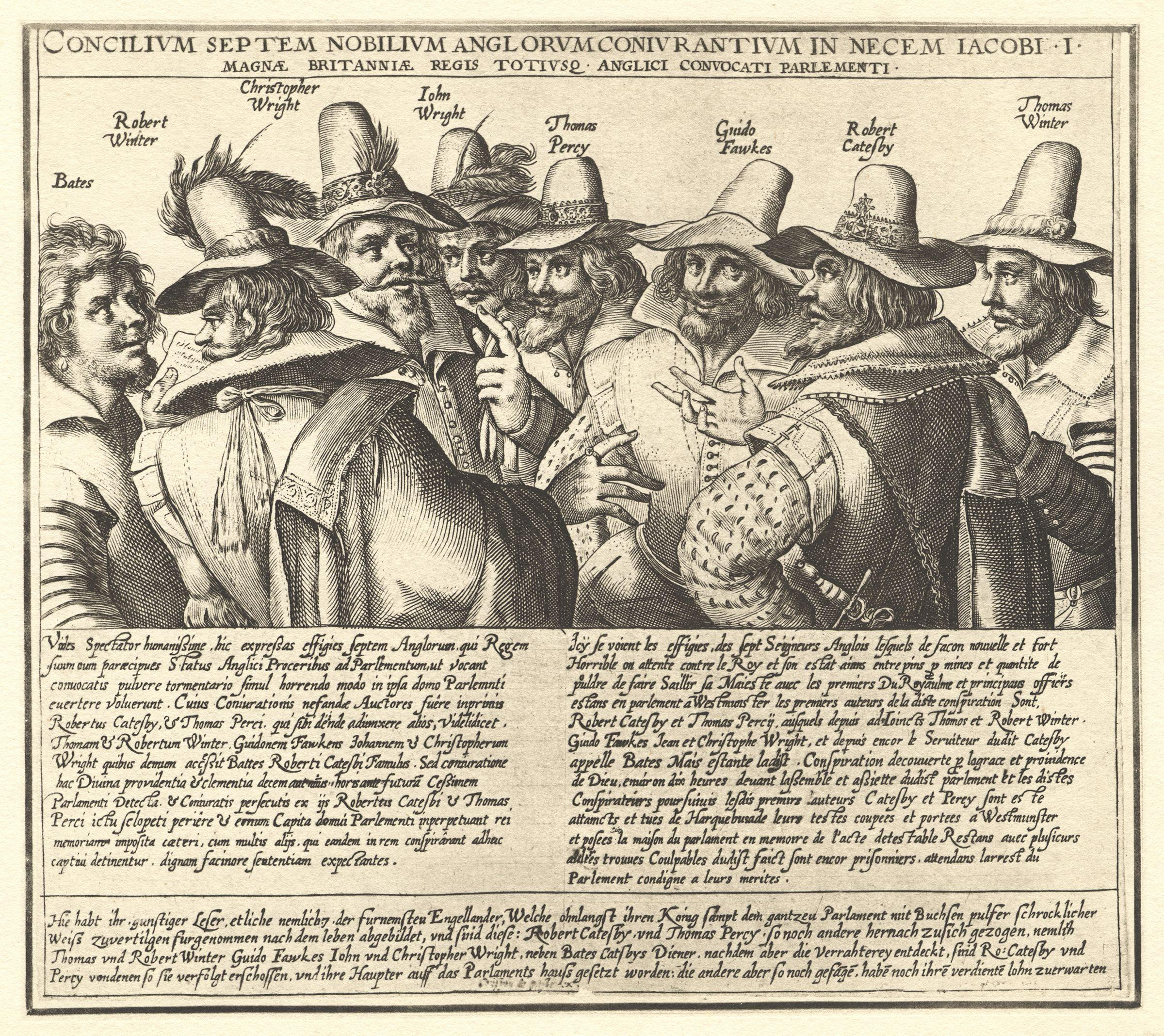
クリスピン・ド・パスによる13人の犯人たちのうち、8人を描いた当時の銅版画。描かれていないのはディグビー、キーズ、ルックウッド、グラント、トレシャム。

火薬陰謀事件の首謀者であるロバート・ケイツビーは、「古くからの由緒ある名門」の出身であった。彼は当時の人々から「身長約6フィートの美男子で、運動神経が良く、優れた剣士」と評されていた。エリザベス女王の時代から信仰のためには武力も辞さないと考えていた敬虔なカトリック教徒であり、宗教政策の変更を期待して多くのカトリック教徒も関与した1601年のエセックス伯の反乱にも参加していた。この時は負傷して捕縛され、エリザベス女王より4,000マーク（2008年現在の価値に換算して600万ポンド以上に相当）の罰金を科す代わりに助命されて、支払いのためチャスルトンの地所を売却することとなった。1603年にジェームズが即位してスペインとの融和関係が作られ始めると、スペインによる武力侵攻でカトリック解放を期待していたケイツビーは、他のカトリックの友人らと共にスペインの新王フェリペ3世にイングランドへの侵攻を促す嘆願を行うことにし、後述のトマス・ウィンターが交渉者として派遣された。しかし、スペイン王はイングランドのカトリック教徒の窮状に同情してはいたが、それよりもジェームズとの和平を望んでおり、結局翌1604年にはロンドン条約が締結され講和した 。ウィンターは、この講和条約の特使としてイングランドにやってきたドン・ファン・デ・タシスとも会談する機会を持ち、その際には「3,000人のカトリック教徒」がスペインによる侵攻に呼応する準備があると説得しようとしたが、相手にされなかった。時の教皇クレメンス8世は、イングランドのカトリック勢力回復のために軍事力を用いることは、結果として残存するカトリック教徒を滅ぼすことになると懸念を表明していた。このスペイン政府にイングランド侵攻を嘆願する使節団は、後の火薬陰謀事件の裁判において「スペイン反逆事件（Spanish Treason）」として糾弾されることとなった。
ケイツビーが貴族院を爆破する計画をいつから企てたのか正確な日時は不明だが、ジェームズが即位して間もない1603年6月頃、彼はアシュビー・セント・レジャーズの自宅においてカトリック教徒の友人であるトマス・パーシーの訪問を受けた。パーシーはノーサンバランド伯爵家一族の出身で（第4代ノーサンバランド伯の曾孫にあたる）、宮中の著名人でもある現当主第9代ノーサンバランド伯爵ヘンリー・パーシーに仕えている人物であった。パーシーは伯爵に重用されており、1596年から同家の北部領地の代官に任命され、1600年から1601年にかけては伯爵と共にに低地地方（ネーデルラント）にも従軍していた。伯爵は同地にて指揮を執っていた頃、エリザベス女王の健康が思わしくないことを踏まえて、次期王位継承の有力候補であったスコットランド王時代のジェームズと密かに関係強化を図ろうとし、その密使役にもパーシーを選んだ。パーシーはカトリックに改宗した「真面目な」人物と言われており、カトリック側の資料によれば、青年時代は「剣と個人の勇気」に頼る傾向があったという。彼はこの機会を利用して次期国王にカトリックへの寛容政策の約束を取り付けたいと考え、またエリザベス女王の寵愛を受けていた妻マーサ・ライトとの別居に伴う家の不名誉も軽くしたいと考えていた。ノーサンバランド伯自身はカトリック教徒ではなかったが、イングランド国内のカトリック教徒の展望を良くしたいという意思は持っており、当時のジェームズとの書簡ではあからさまに活動しなければ処罰しないというような返信をもらい、伯爵は個人宅でミサを行うくらいは認められるようになるだろうと予想していた。さらにパーシーは、自分の評判を高めたいために、（自分の交渉によって）将来の王がイングランドのカトリック教徒の安全を約束してくれた、とカトリックの仲間内に吹聴していた。そうした経緯がある中で、イングランド王となったジェームズはパーシーが期待していたほどの宗教政策の変更を行う気配を見せず、これに裏切られたと感じた彼は不満を鳴らし、暗殺も辞さない態度を見せた。ケイツビーは彼の短慮を宥める一方で、「俺はもっと確実な方法を考えているから、すぐに君に知らせる」と回答した。
当時の記録によれば、ケイツビーが最初に具体的な計画について言及したのは1604年2月のことである。ケイツビーはランベスの自宅にトマス・ウィンターを招き、貴族院での議会開会式において議場を爆破し、イングランドのカトリックを再興するという彼の計画を明かしたという。
ウィンターは有能な学者として知られており、数ヵ国語を話せ、またオランダではイングランド軍兵士として従軍した経験もあった。
彼の叔父フランシス・イングルビーは、カトリックの司祭であったために1586年に処刑され、その後カトリックに改宗したという経緯があった。
また、この密談には、敬虔なカトリック教徒で、当時最高の剣士の一人と評され、エセックス伯の反乱にもケイツビーと共に参加したジョン・ライトもいた。
ウィンターは試みが失敗した場合の影響を懸念したが、「謀（はかりごと）を企て失敗したところでそれ以上のことはできない」というケイツビーの巧言に説得され、計画への加担を決めた。ただ、ウィンターもケイツビーも、まだ外国からの支援を完全には諦めていなかったため、「我々は平和な静かな方法を試さないわけにはいかない」としてウィンターは支援を求めて再び大陸に向かった。 
フランドル地方を訪れたウィンターはスペインの要人フリアス公と会談したが結果は芳しく無く、次に元イングランドの司令官でスペインに寝返ったウィリアム・スタンリーとウェールズ出身の亡命スパイであるヒュー・オーウェン（Hugh Owen）と会合を持った。2人はスペインが支援してくれる望みは薄いと答えたが、その代わりにオーウェンは前もってケイツビーが「忠実な同志になるだろう紳士」と見当をつけていたガイ・フォークスを紹介してくれた。フォークスはイングランド出身の敬虔なカトリック教徒であり、オランダ独立戦争においてスタンリーの指揮する部隊に所属し、彼の寝返りを受けて自らもスペイン軍の兵士となり、1603年には大尉に推薦されていた男だった。彼はまた1603年のスペイン宮廷にイングランド侵攻を嘆願する使節団にも参加していた。ウィンターはフォークスに「スペインによる戦争が我らの癒しにならないのであれば、イングランドで事を起こすことを決めている」と、計画を伝え、1604年4月に2人はイングランドに戻った。この数週間後にパーシーにも計画が伝えられた。
計画者たち5人の最初の会合は1604年5月20日に行われ、場所はおそらくトマス・ウィンターがロンドンに滞在する際の常宿であったストランドのすぐ近くにある宿屋ダック・アンド・ドレイクだったと思われる。外部から隔離された個室において、5人は祈祷書に秘密の誓いを立てた。偶然だが、ケイツビーの友人で、陰謀を知らないジョン・ジェラード神父が別室で聖餐（ミサ）を行っており、その後、5人は聖体を拝領した。

### 拠点構築と新たな仲間たち

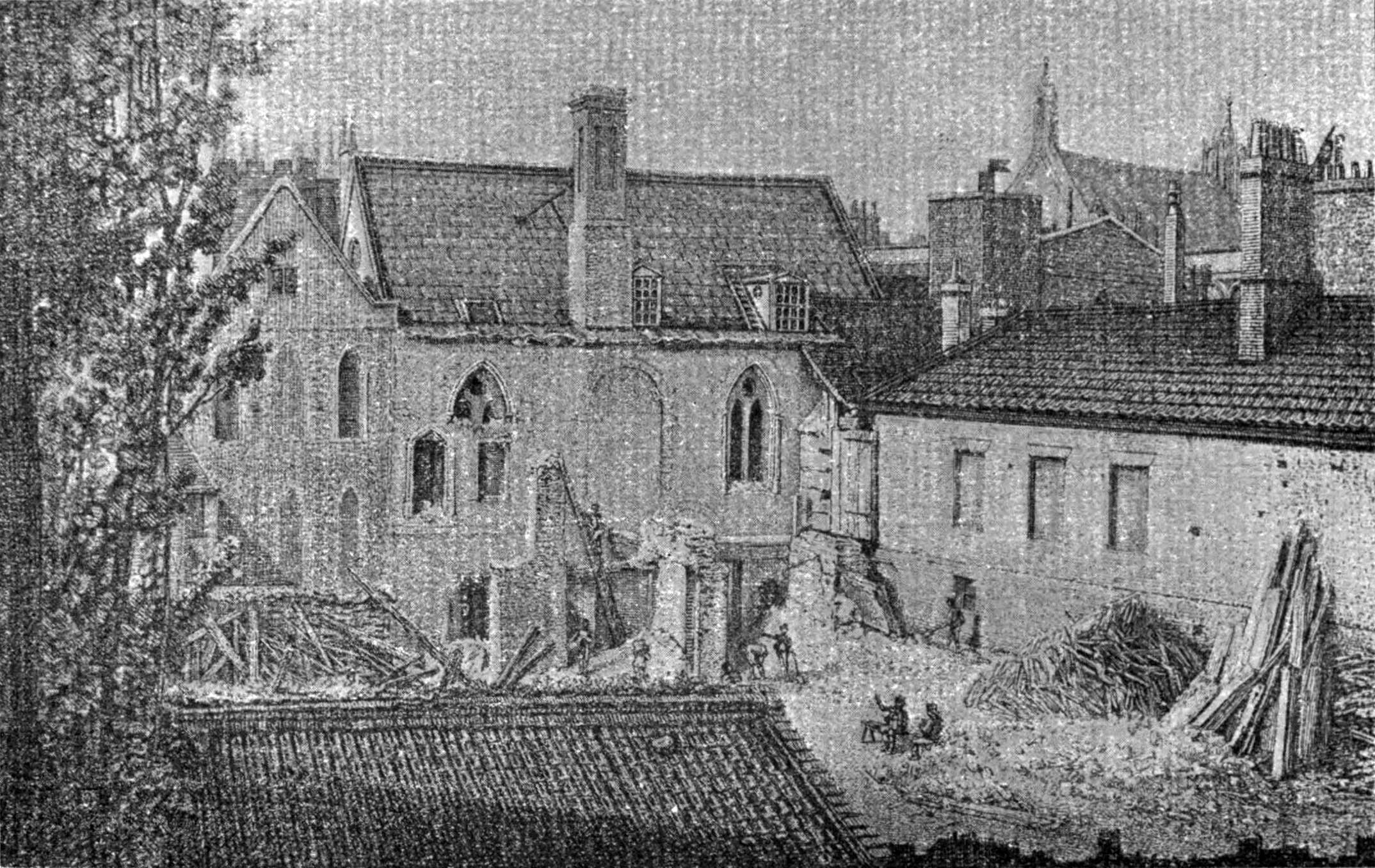
プリンス・チェンバーの東端（左端）と貴族院の東壁（中央）が描かれている19世紀初頭のイラスト

誓いを立てた後、計画者たちはロンドンを離れて各々の自宅に戻った。今議会は閉会に近づいており、翌1605年2月の開会を前提に計画を進められると考えたが、この時点で何か具体的な案があるわけではなかった。
転機は6月9日に、パーシーがノーサンバランド伯から50人からなる国王の近衛隊ジェントルマン・アット・アームス（Honourable Corps of Gentlemen at Arms）に任命されたことであった。このことはパーシーがロンドンに拠点を持つこと、すなわち怪しまれずに一味のアジトを作れる理由となり、プリンス・チェンバー（Prince's Chamber）に近い、ジョン・ホワイニアード（John Whynniard）の借地人ヘンリー・フェラーズ（Henry Ferrers）が所有するウェストミンスターの小さな物件が選ばれた。
パーシーはノーサンバランドの代理人であるダドリー・カールトンとジョン・ヒッピスリーを通してこの家の使用人を手配した。さらにフォークスがパーシーの使用人「ジョン・ジョンソン（John Johnson）」として、このアジトに配置されることとなった。
この建物には、イングランドとスコットランドの統一（合同）計画の検討を行うスコットランドの委員たちも滞在していたため、仲間たちはテムズ川の対岸にあるランベスのケイツビーの宿舎を借り、そこから保管していた火薬やその他の物資を毎晩、船で運び込めるようにした。
一方、この期間中にジェームズは、カトリック対策を進めており、議会は7月7日の休会までに反カトリック法案を押し通していた。

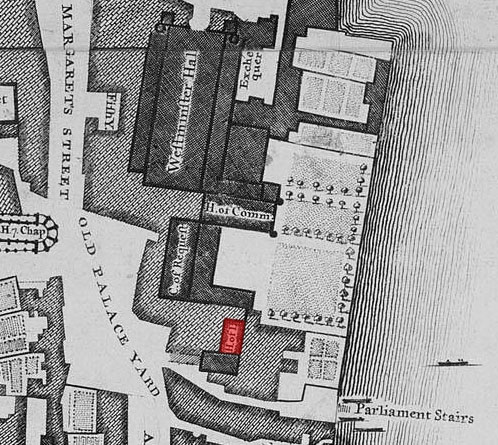
1746年にジョン・ロックが作成したロンドン地図から、ウェストミンスター宮殿（旧宮殿）内の貴族院の位置を赤で示したもの。

1604年10月、ロンドンに戻ってきた一味は、「破滅して借金を抱えた絶望的な男」ロバート・キーズを仲間に加えた。彼は背が高く赤ひげを生やし、信頼できる人物でフォークスと同様に自分のことは自分でできるとみなされており、火薬などを保管してあるランベスのアジトの管理を任された。また、キーズの家族関係には著名人との関わり合いがあり、彼の妻の雇用主は著名なカトリック貴族のモーダント男爵であった。
12月、ケイツビーは、自身の使用人トマス・ベイツが計画に気づいたことを悟り、彼も引き入れることを決めた。ベイツは主要メンバーの中では唯一の平民となった。
12月24日、議会の開会が延期されることが発表された。疫病（ペスト）への懸念から、一味が予定していた2月の開会ではなく、10月3日まで開かれないことになった。
後の裁判での検察側の説明によれば、この延期期間中、一味はアジトからウェストミンスター宮殿の地下に続くトンネルを掘っていたという。
それによればアジトのある建物に滞在していたスコットランドの委員たちが仕事を終えて12月6日に引き払ったことで、一味はトンネルを掘り始めた。しかし、作業中に地上から物音がしたため中断したという（この音の発生源は家主の未亡人によるものであった）。その代わり彼らは最終的に火薬樽を設置することになった貴族院の真下にあたる地下室の片付けを行った。
ただ、このトンネルの話は政府の捏造であった可能性がある。検察側はトンネルの存在を示す証拠を提示することはなく、また痕跡も発見されなかったためである。
トンネルについての記録は、トマス・ウィンターの自白から直接得られたものだが、ガイ・フォークスは5回目の尋問まで、このような計画があったことを認めていなかった。
現実論として、トンネルを掘ることは非常に困難であり、また一味にトンネル堀の経験がある者もいなかった。
旧暦（ユリウス暦）の新年にあたるレディ・デーの3月25日、一味が再結集した時、ロバート・ウィンター、ジョン・グラント、クリストファー・ライトの3人が新たに加わっていた。ウィンターとライトの参加は当然とも言えた。ロバート・ウィンターは、トマス・ウィンターの実兄で、敬虔なカトリック教徒であり、かつ寛大で人望のある人物だったと言われる。わずかな財産と共にウスター近郊のハディントン・コートを相続したが、この邸宅は神父の避難所として知られるなど、潜伏中の司祭らを匿っていた。また、彼の妻はウスターシャーの有名な国教忌避者であるグラフトンのジョン・タルボットの娘ガートルード（Gertrude）であった。クリストファー・ライトは、ジョン・ライトの実弟で、兄やケイツビーと同じくエセックス伯の反乱にも参加し、当時は司祭の天国として知られていた、リンカンシャーのトウィグモア（Twigmore）に家族ごと移住していた。また、1603年のスペイン使節団にもアンソニー・ダットン（Anthony Dutton）という偽名で参加していたとされる（ただし、異論もある）。
ジョン・グラントはウィンター兄弟の妹ドロシーと結婚していた彼らの義弟であり、ストラトフォード＝アポン＝エイヴォン近郊のノーブルック荘園の地主であった。知的で思慮深いと評され、スニッターフィールドの自宅にカトリック教徒たちを匿い、彼もまたエセックス伯の反乱に参加していた。ウォリックやストラトフォードに近いノーブルックは、ミッドランズでの蜂起において理想的な場所であり、グラントの役割は1605年の夏の間に同地で武器や弾薬といった物資を管理し、また近くのウォリック城から希少な軍馬を調達することも担っていた。 

### 地下室（アンダークロフト）とガーネット神父の説得

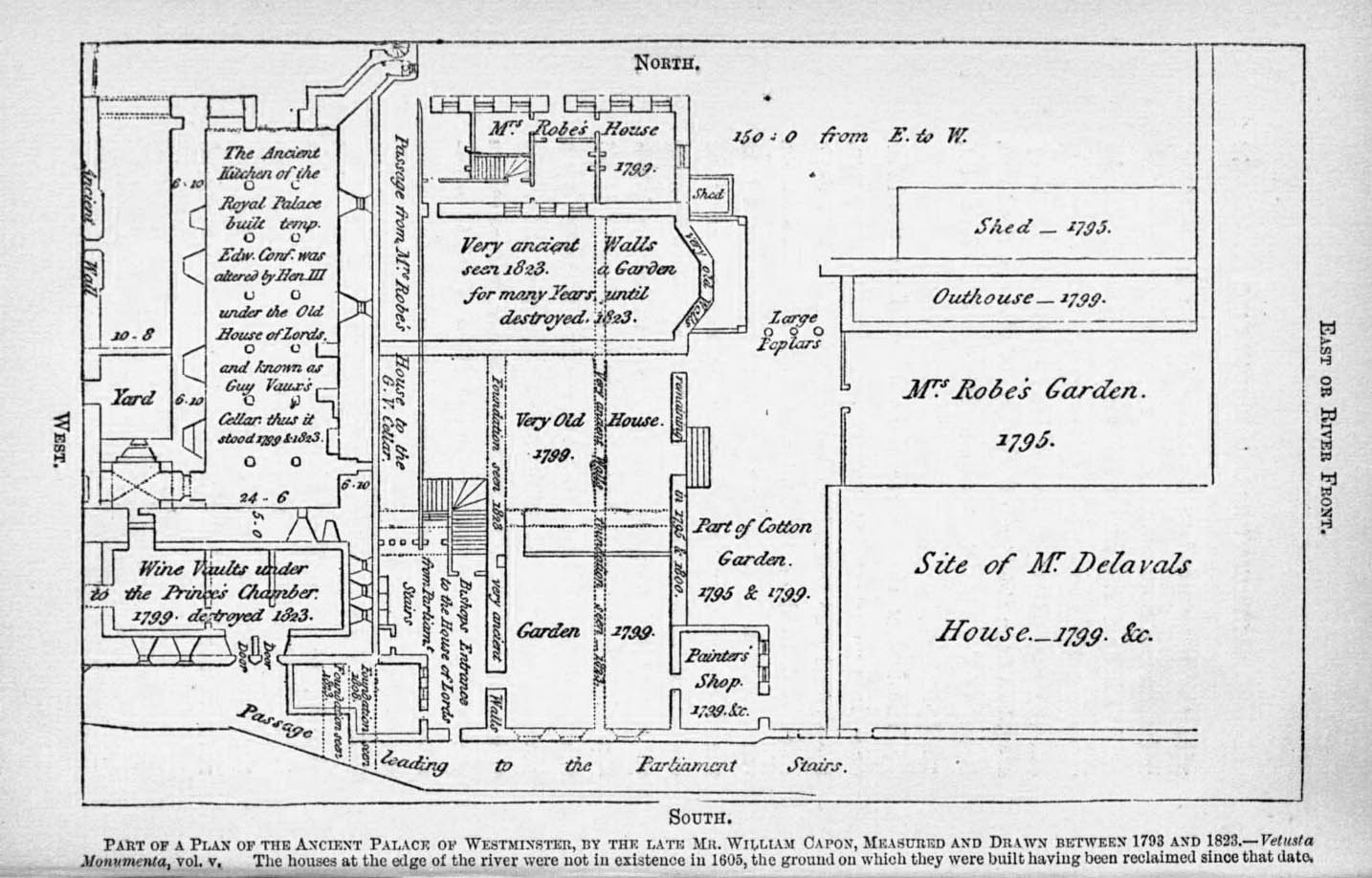
ウィリアム・カポン（William Capon）が作成した議会の構内図では「ガイ・ヴォークス（Guy Vaux）」が火薬を保管するために使用した地下室（アンダークラフト）に、明示的な印を付けている。

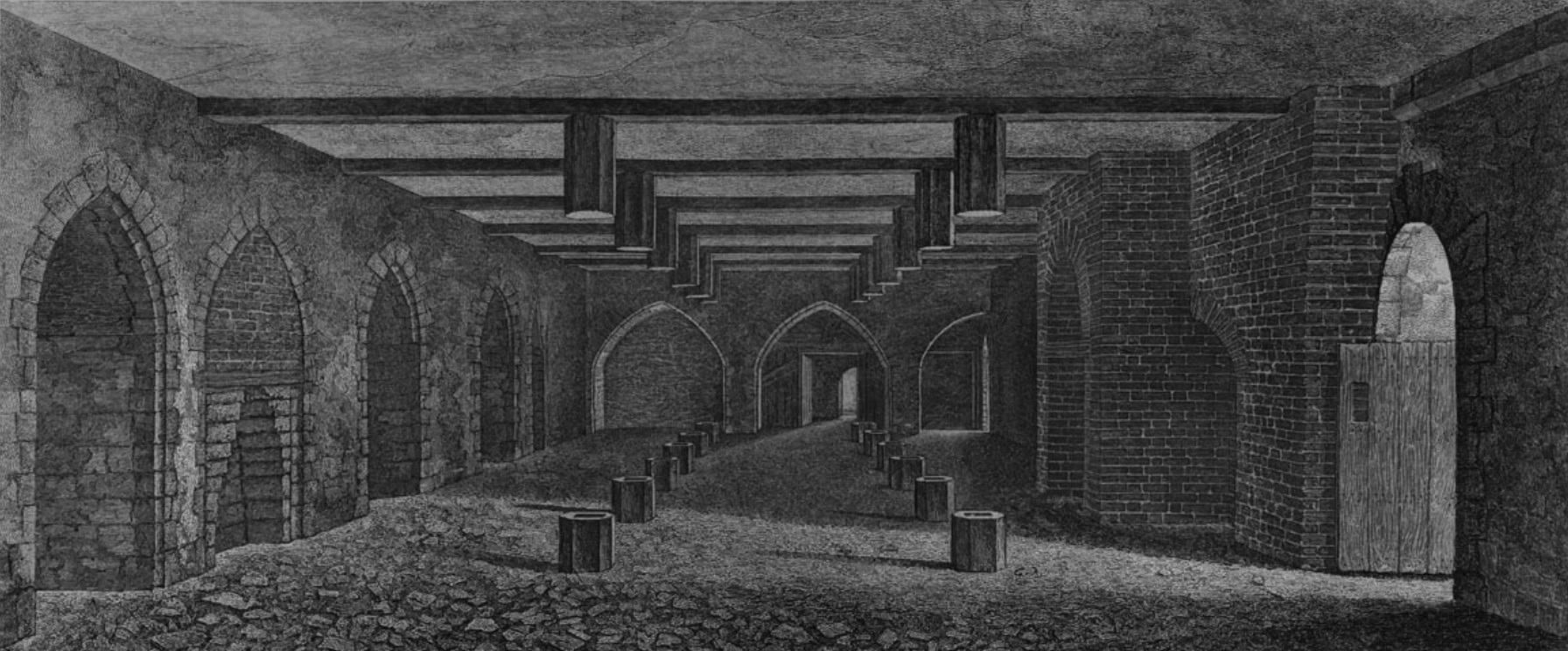
1799年に描かれた貴族院の真下に位置する地下室。当時は長さ77フィート、幅24フィート4インチ、高さ10フィートだったとされている。

新たな仲間が加わった3月25日には、ウェストミンスター宮殿のジョン・ホワイニアードが所有する地下室（アンダークラフト）の使用権利を契約した日でもあった。
17世紀初頭のウェストミンスター宮殿は、中世に建てられた旧王宮の会議室や礼拝堂、ホールを中心に建物が密集しており、議場や様々な王立裁判所が設置されていた。旧王宮には簡単に行き来きすることができ、商人や弁護士、様々な人々が、宮殿内の宿泊施設や商店、酒場などで働いたり寝泊りしていた。
ホワイニアードの建物は、貴族院と直角に並び、パーラメント・プレイス（議会広場）と呼ばれる通路を挟んで、議会階段とテムズ川につながっていた。
当時、地下室は一般的な設備であり、食料や薪などさまざまなものが保管されていた。
ホワイニアードの地下室は、宮殿1階の貴族院の真下に位置し、かつての旧王宮の厨房の一部だと考えられている。当時は使用されておらず不衛生な場所であったが、一味の計画には最適であった。
フォークスによれば、最初に20樽の火薬を運び込み、続いて7月20日に16樽を持ち込んだという。火薬の売買は政府の専権事項であったが、違法な販売ルートから容易に入手することができた。
火薬陰謀事件に巻き込まれることとなったイエズス会のヘンリー・ガーネット神父が、ケイツビーと会話したのは6月の第2週のことであった。後にガーネットが説明したところによれば、何気ない会話の中で、ケイツビーから「罪ある者となき者をまとめて殺す」ことの道徳性について尋ねられ、ガーネットは、カトリックの神学に基づいて、戦争中には罪のない人々が敵と一緒に殺されることがよくあると答えたという（歴史家兼作家のアントニア・フレーザーは、ガーネットはフランドル地方での話だと誤解したと推測している）。次に2人は7月にエセックスのフレムランドで再会し、この時はガーネットは反乱を禁じる教皇の書簡を見せてケイツビーを戒めたと述べている。
この直後に、ガーネットはイエズス会のオズワルド・テシモンド神父からケイツビーから陰謀の告白を受けたことを報告された。ここで問題になったのは、ガーネットはケイツビーの告白は告解（ゆるしの秘跡）にあたると判断したことであり、告解であるならば守秘義務が発生することであった。よって、ガーネットはテシモンドから聞いた内容を当局に通報することはおろか、当事者のケイツビーにすら直接問いただすことができなかった。
7月24日、ガーネットとケイツビーはエンフィールド・チェイスにある裕福なカトリック教徒アン・ヴォークスの家で3回目の話し合いを行うこととなった。この時、ガーネットは自分が陰謀の実態を知らない前提で、彼にそれを思い留まらせようとしたが、無駄に終わった。
ガーネットはイエズス会総長であるクラウディオ・アックアヴィーヴァに手紙を書き、イングランドで反乱が起こることの懸念を伝えた。また、彼を通して「個人が反逆罪を犯したり、君主に対して武力を行使する危険性」としてローマ教皇に武力行使を禁止する声明を出すことも求めた。ただ、自分が計画を知っていることを隠そうとして、その対象をウェールズの反逆者向けだと示唆させることを提案してしまった。
7月28日、ペストの脅威は去らず、開会は11月5日火曜日まで再度延期された。フォークスは一時的に国を離れた。一方、国王は夏の間、都市部から離れて狩りに興じていた。都合の良い場所に滞在し、時には著名なカトリック教徒の邸宅に泊まることもあったという。ガーネット神父は陰謀の危機は去ったと確信し、巡礼の旅へと出た。

### 最後の詰め

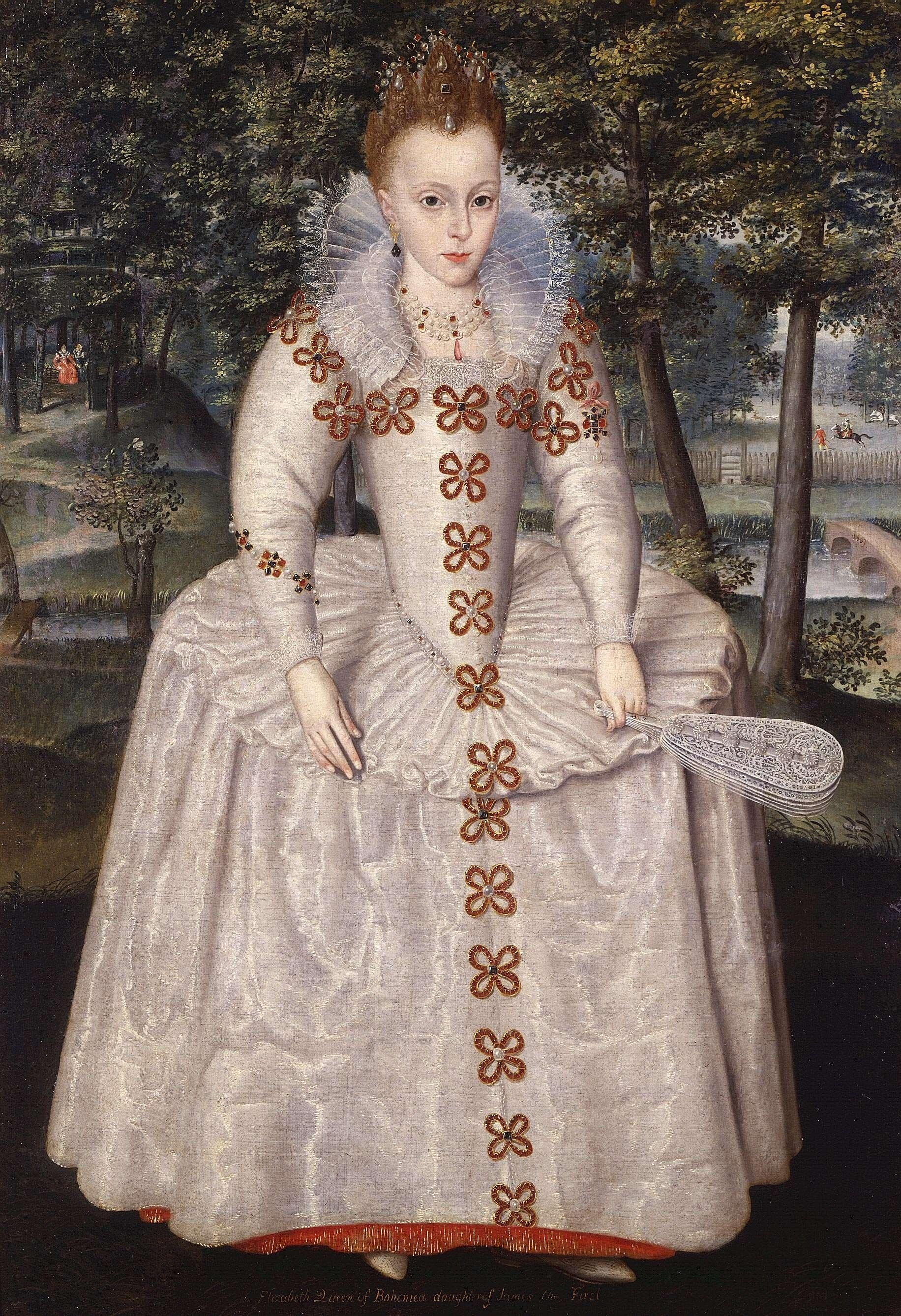
陰謀者たちが傀儡君主に仕立てようとしたジェームズ1世の娘エリザベス・ステュアートの肖像画（ロバート・ピーク・ザ・エルダー作、国立海洋博物館所蔵）。

フォークスがいつイングランドに戻ったかは不明だが、8月下旬にはロンドンにおり、トマス・ウィンターと一緒に地下室の火薬が腐っていることを発見した。このため、薪に隠してさらに火薬を運び込んだ。一味に最後の3人が加わったのは1605年も9月過ぎのことであった。
聖ミカエル祭（9月29日）にケイツビーは確固たる信仰心を持つカトリック教徒のアンブローズ・ルックウッドを説得し、ストラトフォード＝アポン＝エイヴォン近くのクロプトン・ハウスを借りさせた。ルックウッドは国教忌避者たちと繋がりを持つ青年であり、サフォークはスタニングフィールドにあるコールドハム・ホールの馬屋の経営者であったことは、蜂起の際の軍馬が必要な一味にとって仲間に引き入れる決定打となった。彼の両親ロバート・ルックウッド（Robert Rookwood）とドロテア・ドーリー（Dorothea Drury）は裕福な地主で、息子をカレー近郊のイエズス会の学校で教育した。
2人目のエベラード・ディグビーは人望のある青年で、バッキンガムシャーのゲイハースト・ハウスに住んでいた。1603年4月には国王よりナイトの称号を授与される一方で、ジョン・ジェラード神父によってカトリックに改宗していた。
ディグビーは妻のメアリー・マルショウ（Mary Mulshaw）と共に、神父の巡礼に同行したことがあり、ディグビーとジェラードは親しい友人であったといわれている。ディグビーはケイツビーに頼まれて、アルセスター近郊のコートン・コートを借りた。また、パーシーが滞納していたウェストミンスターの物件の家賃1500ポンドを肩代わりした。
最後に仲間となったフランシス・トレシャムは、10月14日にケイツビーに声を掛けられた。
トレシャムは裕福なカトリック教徒のトマス・トレシャムの息子で、ケイツビーとは従兄弟同士であり、一緒に育った上に共にエセックス伯の反乱にも関与していた。父トマスが亡くなったばかりで、その莫大な遺産を相続したばかりであったが、国教忌避者に対する罰金や高額の嗜好品による放蕩、エセックス伯の反乱の関与で財産を減らしていた。ケイツビーとトレシャムは、トレシャムの義兄であり従兄弟でもあるストートン卿の家で会った。
後のトレシャムの告白では、ケイツビーに「この計画は彼らの魂を呪うことにならないか」と尋ねたところ、ケイツビーは「そんなことはない」と答え、イングランドのカトリック教徒の窮状を考えるとこれは必要なことだと言っていた、と主張している。また、ケイツビーは2,000ポンドの援助とノーサンプトンシャーのラシュトン・ホールの使用を求めてきたというが、トレシャムは両方共に断ったという（ただし、トマス・ウィンターには100ポンドを渡している）。また、尋問官に対し、計画の前に家族をラシュトンからロンドンに移したと話した（もし計画に賛同していたならば、そんなことはしないだろうと弁明した）
。
計画の残りの詳細部分は10月にロンドンとダヴェントリーの酒場で決まった。
フォークスは貴族院地下室の火薬樽に結んだ導火線に火を付けた後、テムズ川を渡って現場を離れる。時を同じくしてミッドランズ地方で反乱を起こし、ディグビー率いる「狩猟隊（hunting party）」がエリザベス王女を確実に確保する。その後、フォークスはヨーロッパのカトリック勢力にイングランドの状況を説明するため、大陸に向かうというものであった。

### モンティーグルの手紙

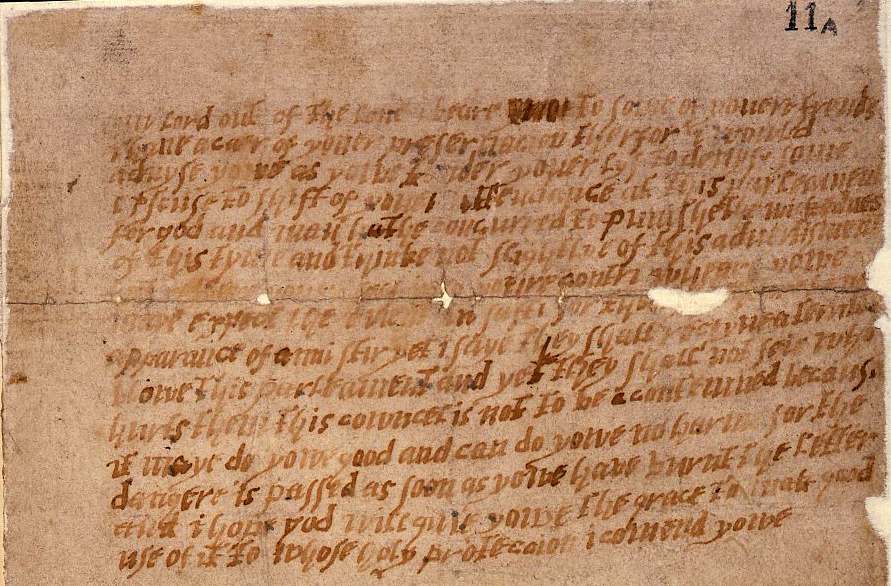
陰謀が露見するきっかけとなった第4代モンティーグル男爵ウィリアム・パーカーに送られた差出人不明の手紙。歴史的にはフランシス・トレシャムが書いたとされているが、確定しているわけではない。モンティーグル自身の自作自演説や、セシル説などもある。

ガーネットの友人で自宅によく神父を匿い、カトリック教徒の知人も多かったアン・ヴォークスなど、メンバーらの妻や友人などの親しい関係にある者の中には、彼らの行動を疑い出す者も現れ始めていた。また、メンバー内でも爆破の決行日に開会式に出席する予定のカトリック教徒の知人らの安否を心配する声が出てきた。
パーシーは自分の主君であるノーサンバランド伯を心配し、若きアランデル伯の名前を挙げた。ケイツビーは、軽傷を負えば当日は出席できないのではないかと提案した。また、ヴォークス卿やモンタギュー、トレシャムの義兄弟にあたるモンティーグル男爵やストートン卿といった各貴族の名前も挙がった。キーズは妻の雇い主であるモーダント卿を心配し、彼に警告を与えることを提案したが、ケイツビーはありえないとこれを嘲笑した。
10月26日土曜日、仲間内の打ち合わせでも名前が出たトレシャムの義兄にあたるモンティーグル男爵は、ホクストンの長らく使われていなかった家屋で食事を手配した。突然、召使いが現れ、道で見知らぬ人からモンティーグル卿への手紙を手渡されたと述べた。卿は、その手紙を皆の前で読み上げるように命じた。H・トレバー＝ローパー（H Trevor-Roper）が「フランシス・トレシャムは事前に行ったこの策謀によって、陰謀を阻止するのと同時に、友人たちに警告を与えようとしたのである」と述べた手紙の内容は以下の通りである。
手紙の意味が分からないまま、モンティーグルはすぐにホワイトホールに向かい、国王秘書長官ロバート・セシル（当時はソールズベリー伯）にこれを渡した。
セシルは、国教忌避者に同情的だと思われていたウスター伯エドワード・サマセットと、カトリック教徒疑惑のあったノーサンプトン伯ヘンリー・ハワードにはこの事を伝えたが、ケンブリッジシャーでの狩猟に忙しく、数日は戻ってこないであろう国王には連絡をしなかった。
一方、モンティーグルの使用人トマス・ワードは、ライト兄弟と家族ぐるみの付き合いがあり、ケイツビーに裏切りがあったことを伝えた。国王と一緒に狩りに行く予定であったケイツビーは、トレシャムを疑い、トマス・ウィンターと共に彼を詰問した。ケイツビーは「吊るしてやる」と脅したが、彼は密告の手紙は自分ではないと2人を説得し、翌日には手紙で計画を諦めるように促した。
セシルは手紙を受け取る前に策謀の臭いを嗅ぎ取っていたが、計画の全貌や誰が関与しているかは不明であった。このため、陰謀がどう展開していくか見定めるために、様子を見ることにしていた。

### 決行前夜の露見

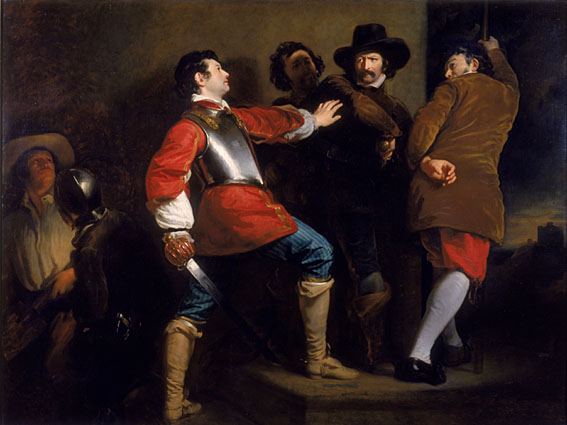
火薬陰謀事件の露見とガイ・フォークスの逮捕（ヘンリー・ペロネ・ブリッグス作、1823年）

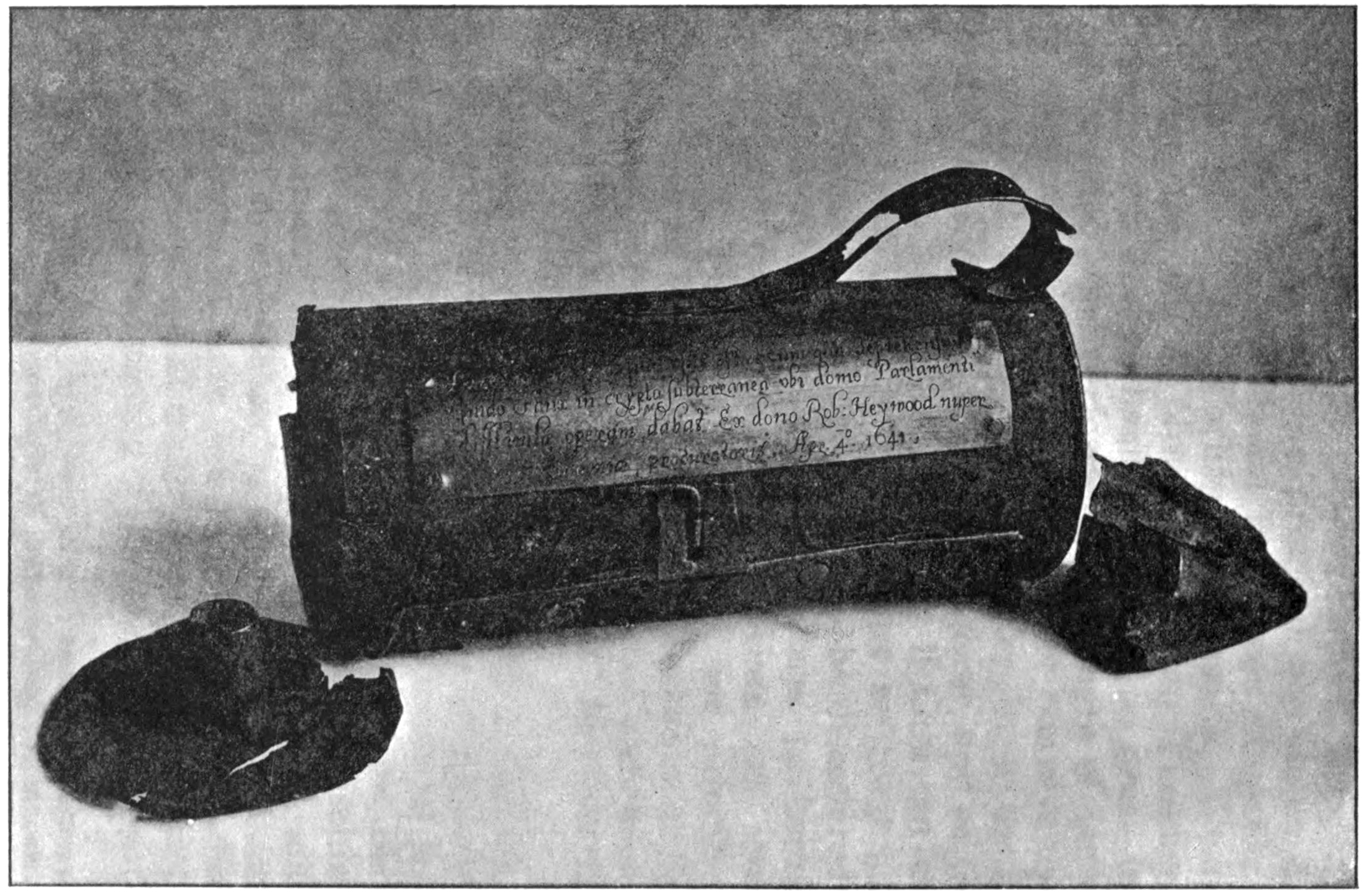
現場で押収されたガイ・フォークスのランタン。

11月1日金曜日、ロンドンに帰ってきたジェームズにモンティーグルの手紙が渡された。読んだジェームズは「blow」という言葉に着目し、父ダーンリー卿が1567年に爆殺されたのと同じ規模の「火や火薬を使った何らかの策謀」を暗示しているのではないかと察した。

翌日、枢密院のメンバーがホワイトホール宮殿で国王に謁見し、1週間前にセシルが伝えた情報に基づいて、月曜日に宮内長官サフォーク伯トマス・ハワードが議会の「天井も床下も」捜索を行うことを伝えた。
11月3日日曜日、パーシー、ケイツビー、ウィンターの3人は最後の打ち合わせを行い、パーシーは仲間たちに「極限の試練に耐えろ（abide the uttermost triall）」と言い、テムズ川に停泊中の仲間の船のことを思い出させた。
翌4日にはディグビーはダンチャーチに「狩猟隊」を配置し、エリザベスを誘拐する手はずを整えていた。
同日、パーシーは陰謀には関与していないノーサンバランド伯を訪ね、モンティーグル卿の手紙に関する情報が得られないか確かめた。
そしてパーシーはロンドンに向かうと、ウィンター、ジョン・ライト、キーズの3人に心配することはないと安心させ、グレイズ・イン・ロードの自分の宿舎に戻った。同夜、ケイツビーはジョン・ライトとベイツを伴ってミッドランズに向けて出発したと思われる。キーズを訪ねたフォークスは、彼から導火線の時間を計るためにパーシーが残した懐中時計を渡され、また1時間後にはルックウッドが地元の刃物屋（カトラリー屋）から刻印が入った剣を数本受け取っていた。
探索の回数とタイミングについては2つの説があり、王によれば最初に議会周辺の建物の探索が行われたのは、ちょうど計画者たちが最終準備に追われていた11月4日の月曜日であり、探索者はサフォーク、モンティーグル、ジョン・ホワイニアードの3人であった。彼らは貴族院の地下室で山と積まれた大量の薪を発見し、そこにいた、おそらくフォークスだと思われる使用人を連行して聴取したところ、彼は薪は主人のトマス・パーシーのものだと答えたという。2人が調査結果を報告するために立ち去ると、フォークスも建物を後にした。すでにカトリックの活動家として当局に知られていたパーシーの名前が出てきたために、王のさらなる疑念を引き起こし、より徹底した探索を行うことが命令された。その日の夜遅く、トマス・ニヴィット率いる探索隊が問題の地下室を訪れた。そこでマントと帽子を身にまとい、拍車のついたブーツを履いたフォークスを再発見した。逮捕された時、彼は「ジョン・ジョンソン」と名乗った。所持品を調べたところ、ランタンのほか、懐中時計、スローマッチ数本、火つけ木が見つかった（ランタンはオックスフォードのアシュモレアン博物館に所蔵品として現存している）。
そして積み上げられた薪や石炭の下から36本もの火薬樽が発見された。
フォークスは11月5日の未明に王のもとに連行された。

### 一味の逃亡とフォークスへの尋問
この計画は玉座に座られた国王を、王が従えた、その子供たち、貴族、平民、さらに司教、判事、博士を巻き込み、一瞬にして爆破するというものであった。
刹那の爆発によってイングランドの国家と王国全体を破滅させる気だった。
「ジョン・ジョンソン」逮捕のニュースがロンドンに残っていた仲間たちに広がると、彼らのほとんどは即座にワトリング・ストリートに沿って北西（ミッドランズ方面）に逃げた。
まず、このニュースはストランド地区の豪邸（グレートハウス）を中心に広まった際に、クリストファー・ライトが事態に気づき、宿屋「ダック・アンド・ドレイク」に泊まっていたトマス・ウィンターの元へ駆けつけた。ウィンターは彼にニュースの真偽を確認するように命じ、政府が（ジョン・ジョンソンの雇い主であった）トマス・パーシーを探していることを確認すると、次にパーシーに警告に向かうように命じた。こうしてクリストファーとパーシーはひと足早くロンドンを脱し、キーズもニュースを知ると即座に脱した。出るのが一足遅かったルックウッドは1頭の馬で30マイルを2時間で走り抜け、ハイゲート付近で先行していたキーズを追い抜き、さらにリトル・ブリックヒルでクリストファーとパーシーも追い抜いた。そしていち早くケイツビー一行（残りはジョン・ライト、ベイツ）と合流し、ロンドンの事態を報告した。間もなくパーシーらも合流し、一行はディグビーが用意した馬でダンチャーチに向かった。キーズは別行動をとることを決め、ドレイトンのモーダント卿の家に向かった。一方でトマス・ウィンターはロンドンに残り、様子を探るため、ウェストミンスターにも行った。暗殺計画が暴かれたことを確信すると馬でノーブルックにある妹の家に向かった後、ウスター近郊のハディントン・コートに向かったという。
ケイツビーら6人は午後6時頃にアシュビー・セント・レジャーズに立ち寄り、そこでロバート・ウィンターに会って状況報告を行った。その後、ダンチャーチに到着し、ディグビー、グラントと合流した。計画の失敗にめげず、ケイツビーは武力抗争の余地はまだあると周りを説得した。ディグビーの「狩猟隊」には国王とセシルは死んだと嘘をつき、逃亡者たちは西のワーウィックへと移動した。
ロンドンで陰謀のニュースが広まると、当局は城門（ロンドン・ウォール）に警備を増やし、港を閉鎖し、怒れる暴徒に囲まれたスペイン大使の屋敷の警護にあたった。トマス・パーシーには逮捕状が発行され、彼の庇護者であるノーサンバランド伯は自宅軟禁となった。
"ジョン・ジョンソン"は最初の尋問で母親の名前とヨークシャー出身であること以外は何も明かさなかった。ガイ・フォークスの名がある自分宛ての手紙を所持していたが、偽名の一つだと誤魔化した。"ジョンソン"は容疑を否定して無実を訴えるどころか、国王と議会を破壊することが目的だったと主張した。しかし、彼は落ち着いており、自分ひとりだけの犯行だと主張した。王は彼の屈しない姿勢に感銘を受け、「ローマ人のような決断力」を持っていると評した。

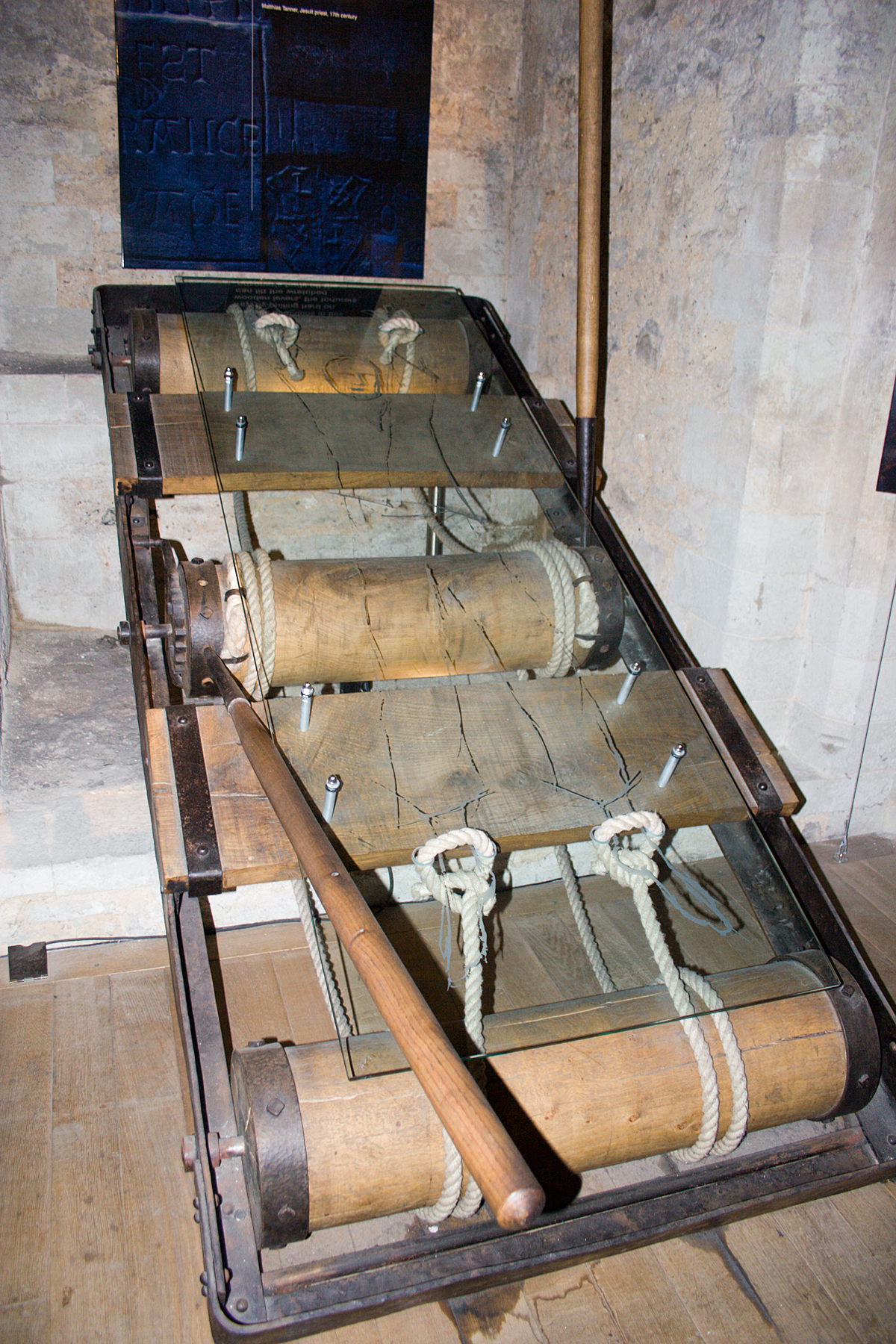
ロンドン塔の拷問台。

11月6日、カトリックに強い憎悪を抱いていた首席裁判官ジョン・ポパムは、ルックウッドの使用人に対し聴取を行った。その日の夜までにポパムは陰謀に関わった何名かの名前、すなわちケイツビー、ルックウッド、キーズ、ウィンター、ジョン・ライト、クリストファー・ライト、グラントを特定した。一方、「ジョンソン」は、自分の話に固執し、発見された火薬と共にロンドン塔に移送され、そこで王は彼への拷問を決定した。
当時、拷問は国王大権や枢密院、星室庁などの機関による許可がなければ禁じられていた。ジェームズは11月6日付の手紙で「まずは優しい拷問が行われるべきである, et sic per gradus ad ima tenditur [and thus by steps extended to the bottom depths], and so God speed your good work.」と述べていた。
「ジョンソン」は手鎖を受けて壁に吊るされていたと思われるが、彼はほぼ間違いなく拷問台の恐怖に晒されていた。
11月7日に自白の意思を固め、その日の遅くに情報を吐き、その後の2日間でさらに情報を吐きだした。

### 最後の抵抗、ケイツビーの死
11月6日、まだフォークスが沈黙を守っている中、逃亡者たちはウォリック城を襲撃して物資を調達し、さらにノーブルックに赴きグラントが用意していた武器を回収した。そこからハディントンへと向かい、その道中でケイツビーはコートン・コートにいるガーネット神父や他の神父たちに、事の次第を伝え、カトリックの支持が強いとされるウェールズでの挙兵に協力することを要請する手紙を書いてベイツに届けさせた。手紙を読んだガーネットは、ケイツビーの思惑に反して、彼とその仲間たちに「邪悪な行為」を止め、教皇の説教に耳を傾けるよう懇願した。そして即座に逃亡生活に入り、これは結果としてガーネットらイエズス会の神父らが当局の捜査から数か月逃れられることに繋がった（何名かの神父は仲間の行く末を案じてウォリックに向かったが捕まり、ロンドンで投獄された）。午後2時頃、ハディントンに到着したケイツビーらをトマス・ウィンターが出迎えた。彼らの家族や友人らも含め、道行き出会った者たちは反逆罪に問われる恐怖から、彼らに実質的に何の支持も同情も与えなかった。 
11月7日早朝、仲間たちはハディントンにて告解を行い、聖餐式に臨んだ。主要メンバーと支援者、そしてディグビー率いる狩猟隊を含めた一味の数は、この時点で36名にまで数を減らしていた。降り止まぬ雨の中で彼らはヘウェル・グランジにあるウィンザー卿の空き家で武器や弾薬、資金を手に入れた。未だ彼らが期待していた大規模な反乱の目論見は、地元民の反応によって打ち砕かれた。彼らは、反乱者たちの「神と国」のためという意見に対し、「神と国だけではなくジェームズ王も支持している」と答えた。一行は、支持者であるスティーブン・リトルトンが所有するスタフォードシャーとの州境にあるホルベッチ・ハウスに向かった。一方でトマス・ウィンターとリトルトンは別行動を取り、ジョン・タルボット卿の支援を得るべくシュロップシャーの邸宅ペッパーヒルを訪れたが無駄に終わった。ケイツビーらは午後10時頃にホルベッチ・ハウスに到着し、疲労と絶望感に苛まれる中で、ヘウェル・グランジで奪うも湿っていた火薬の一部を火の前に広げて乾かし始めた。火薬は物理的に圧力をかけないと爆発はしないが、火の粉が火薬にかかった瞬間、火柱が立ち、炎がケイツビー、ルックウッド、グラント、そしてモーガン（狩猟隊の一員）の4人を飲み込んだ。
トマス・ウィンターとリトルトンはホルベッチ・ハウスに向かう途中で、使者からケイツビーが死んだと知らされた。ここでリトルトンは逃亡して姿を消したが、トマスが家に駆けつけるとケイツビーとルックウッドは火傷を負っていたが生きていた。不運なグラントは炎で失明していた。ディグビー、ロバート・ウィンターとその異母兄弟のジョン、トマス・ベイツは去っていた。主要メンバーの中で残っていたのは、火傷で重傷を負ったケイツビーとルックウッド、ライト兄弟、パーシー、そして火傷で失明という重症を負ったグランドだけであった。彼らはこのままここに留まり、王の追跡者たちを迎え撃つ決意を固めた。
11月8日の朝、ウスターシャーの州長官リチャード・ウォルシュ率いる200人の部隊がホルベッチ・ハウスを包囲した。トマス・ウィンターは中庭を横切るときに肩を撃たれた。ジョン・ライトが撃たれ、続いて彼の弟、そしてルックウッドが撃たれた。逸話によれば、ケイツビーとパーシーはラッキーショットによって1発で仕留められたという。部隊は敷地内に突入し、敵側の死んだ者や瀕死の者の服を剥ぎ取った（この際にまだ息があったライト兄弟が死亡）。戦闘後、生きていたウィンター、ルックウッド、グラント、モーガンの4人が逮捕された。

## その後の対応

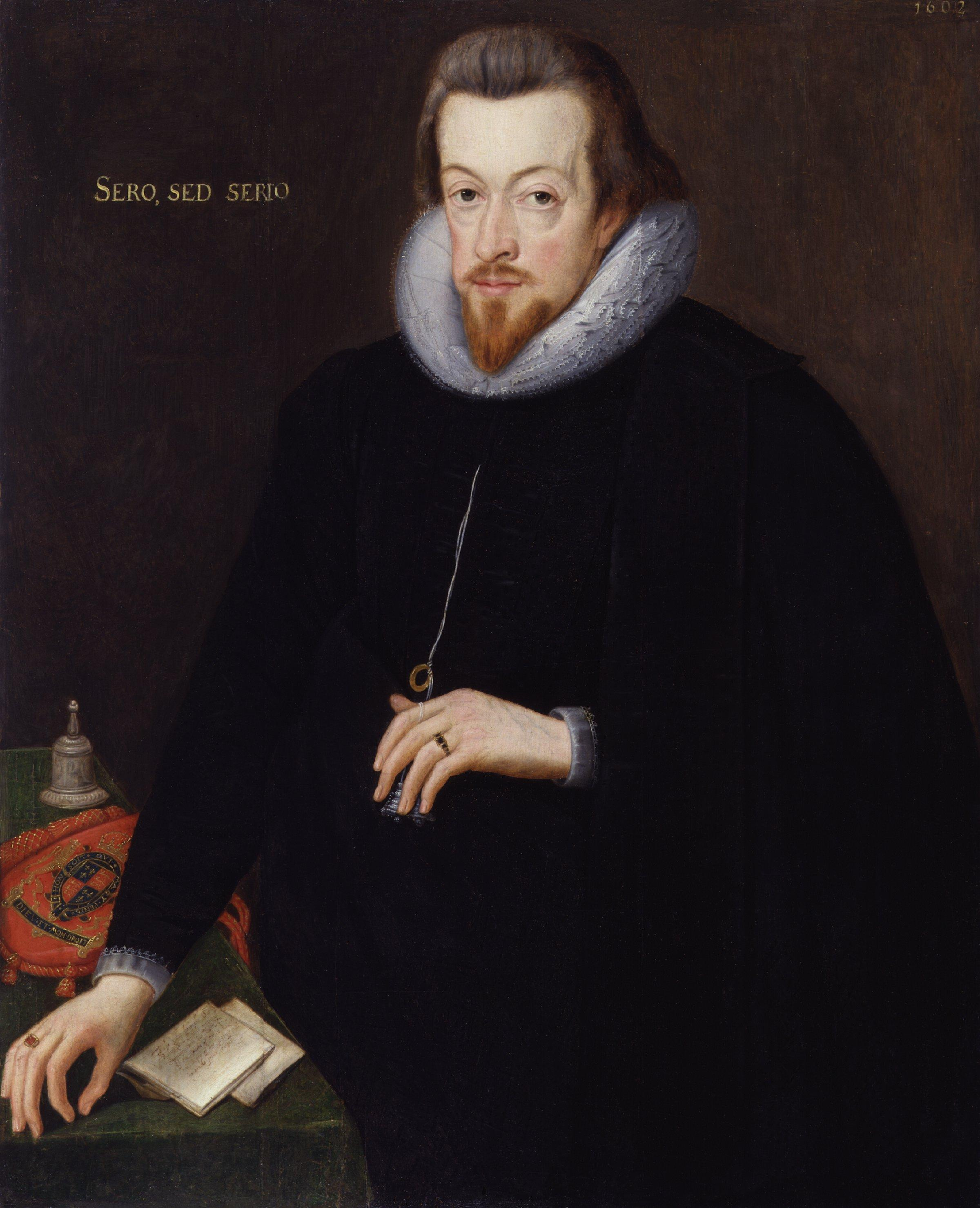
初代ソールズベリー伯ロバート・セシルの肖像画（ジョン・ド・クリッツ作、1602年）

ベイツとキーズは、ホルベッチ・ハウスが制圧された直後に逮捕された。出頭するつもりであったというディグビーもすぐに少人数の追跡者たちに捕まった。トレシャムは11月12日に逮捕され、3日後にはロンドン塔に連行された。犯人らと親しかったモンタギュー卿、モーダント卿、ストートン卿も塔に幽閉された。ノーサンバランド伯も11月27日にここに加わった。計画の主要メンバーの中でもっとも長く逃亡に成功したのはロバート・ウィンターであった。彼はスティーブン・リトルトンと共に潜伏生活を続け、最終的にはハンフリー・リトルトン（1601年のエセックス伯の乱に参加して反逆罪で投獄された国会議員ジョン・リトルトンの弟）の自宅であるハグリーに匿われていた。ところが主人の食事の量に不審を抱いた料理人が裏切り、当局に通報した。こうして1月9日にロバートはスティーブンと共に当局に捕まり、主要メンバーは全員が逮捕されるか死亡したことになった。なお、2人の逃亡者の存在を否定して捜査を拒絶しようとしたハンフリーは当局の目を盗んで逃亡した。
その間、政府は陰謀が明るみに出たことを利用して、カトリック教徒への迫害を加速させた。エンフィールド・チェイスのアン・ヴォークスの家が捜索され、トラップドアや隠し通路の存在が明らかになった。恐怖に慄いた使用人たちは、この家によく滞在していたガーネットが、最近もここでミサを行っていたことを白状した。
ジョン・ジェラード神父は、ハローデンにあるエリザベス・ヴォークス（アン・ヴォークスの姉妹）の家に匿われていた。彼女はロンドンに連行され、取り調べを受けた。ジェラードが神父だとは知らず、「カトリック教徒のジェントルマン」だと思っていたと話し、また彼の居場所も知らないと毅然とした態度を通した。一味の家は捜索されると共に略奪に遭い、メアリー・ディグビーはこの略奪によって貧困に陥った 。
11月末までにガーネットは、ウスター近郊のハインドリップ・ホールに移り、枢密院に自身の無実を訴える手紙を書いた。
火薬陰謀事件の阻止によって国王と皇太子たちが助かったことに対する国民の安堵感が高まり、続く議会では王への忠誠心と好意的な雰囲気に包まれた。
セシルはこれを巧みに利用して、エリザベス1世の時代よりも高い議会税（議会から国王へ与えられる補助金）を徴収することに成功した。
メイン陰謀事件によってロンドン塔に収監されていたウォルター・ローリーはケイツビーの妻の従姉妹が妻であったことから、陰謀への関与を疑われたがまったく知らなかったと無罪を訴えた。
ロチェスター司教はセント・ポールズ・クロスで説教を行い、この陰謀を非難した。
11月9日に両院で行われた演説で、ジェームズは王権神授説とカトリック問題という、王政の新たな関心事について説明した。ジェームズは、今回の陰謀はイングランドのカトリック教徒全体ではなく、一部のカトリック教徒によるものだと語り、王は神によって任命されるものであり、自分が危機から逃れられたのは奇跡であるのだから、これを喜ぶべきであると議会に呼び掛けた。
セシルは海外のイングランド大使に事態を知らせる書簡を送り、国王が近隣諸国のカトリック教徒には害意を抱いていないことを念押しして説明した。
外国列強は、犯人たちを無神論者やプロテスタントの異端者と呼んで、大きく距離を置いた。

### 犯人及び関係者たちへの尋問

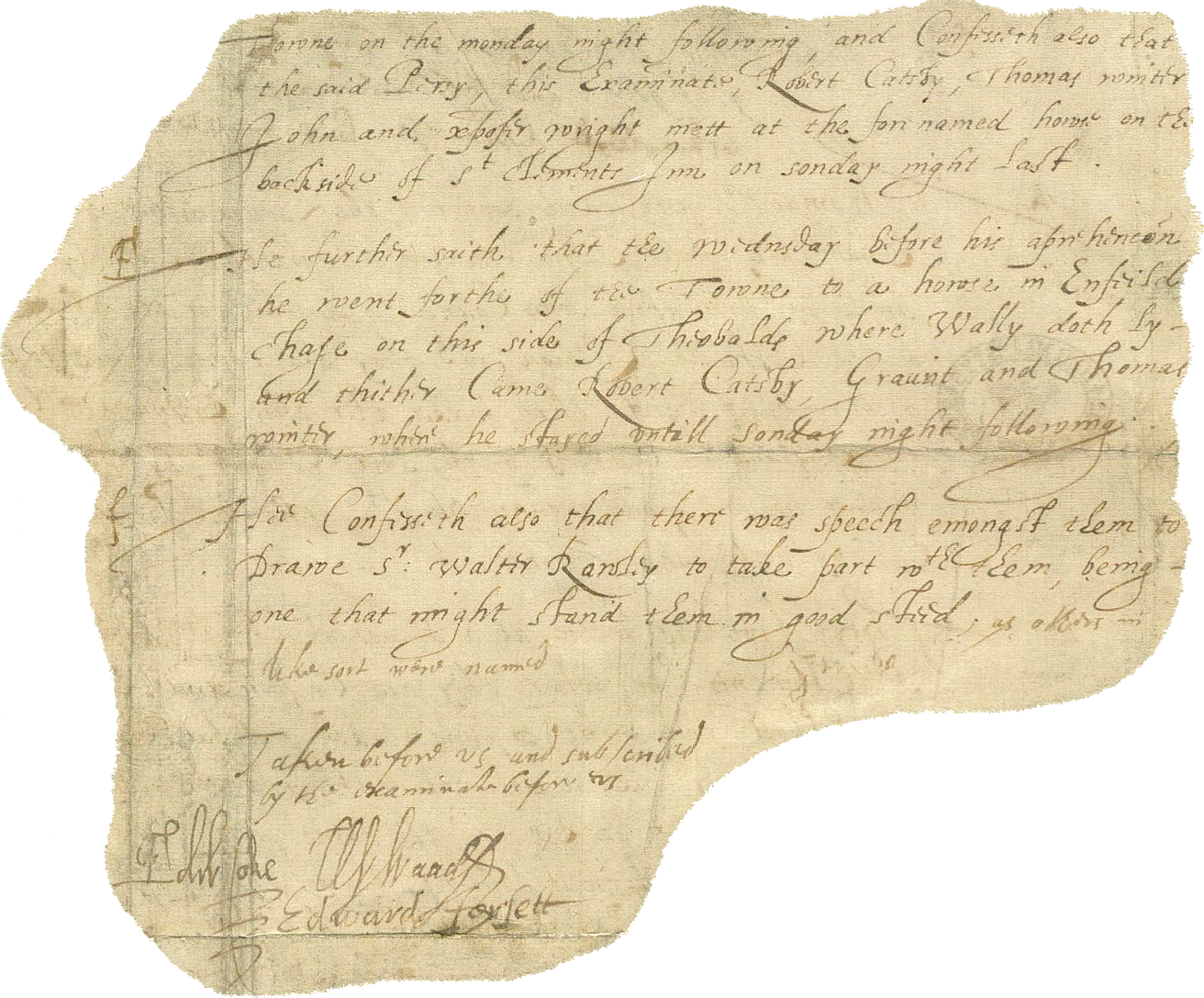
ガイ・フォークスによる自白書の一部。「good」の下部分に、拷問直後に書かれた彼の弱々しい署名がかすかに見える（右下）。

事件関係者たちへの尋問は法務長官のエドワード・コークが担当した。これは約10週間に及び、ロンドン塔の補佐官の宿舎（現在のクイーンズ・ハウス）で行われた。最初の尋問において拷問が行われたという確証はないが、セシルが何度か拷問の実施を示唆している。後にコークが明かしたところによれば、陰謀の余波に巻き込まれた者たちの自白を引き出すには、多くは拷問するという脅しだけで十分であったという。
自白状の全文が記録されているのは、11月8日付のフォークスのものと、11月23日付のトマス・ウィンターのものの2つだけである。フォークスとは異なり、最初から陰謀に関わっていたウィンターは、枢密院に極めて貴重な情報を提供することができた。ただ、自白状の筆跡は間違いなくウィンター本人のものであるのに対し、署名（サイン）は明らかに従来のものと異なっていた。それまでのウィンターのサインは名前だけだったものが、この自白状ではファミリーネームがあり、さらに綴りは「Wintour」ではなく「Winter」となっていた。これに関しては何らかの政府の干渉があった可能性もあるし、あるいは、ホルベッチ・ハウスでの戦闘にて重傷を負った肩を固定された状態で書いたがために単に短く書いた方が痛みが少なくてすんだという可能性もある  。
ウィンターの自白では、兄ロバートについては一切触れられていない。
この2つの自白状は、1605年11月下旬に発行された、陰謀に対する政府の公式見解を急遽したためた書類、いわゆる『キングス・ブック（King's Book）』に掲載されている。
トマス・ベイツの自白はセシルがカトリック司祭を事件に結び付けるために必要な情報の多くを提供することに繋がった。12月4日にベイツはイエズス会のオズワルド・テシモンド神父が計画を知っていたと告白した。1606年1月13日の尋問では逃亡中の11月7日にケイツビーの命令を受けてコートン・コートのガーネットとテシモンドを訪ね、計画の失敗を伝えたことも明かした。また、テシモンドと一緒にハディントンに行って、彼がハインドリップ・ホールのハビントン家に向かうのを見送ったことや1605年10月にガーネット、ジェラード、テシモンドの3人で会ったことなどを尋問官に話した。尋問において陰謀にイエズス会が関わっていることを白状したのはベイツだけである。ただし、アントニア・フレーザーは、ベイツの証言の信憑性に疑問を呈している。なぜなら、ベイツは他の仲間たちの中で唯一下層階級に属していたために拷問を受ける危険性が高く、このために尋問官の機嫌を取ろうとして虚偽の自白を行った可能性がある。後にベイツは自分の処刑が回避できないと知ると、これら自白を撤回した。
同様にトレシャムの証言も後々イエズス会、特にガーネット神父を追い込むことに繋がった。捜査に非協力的であったトレシャムは11月13日に自分が事件に関与していたことを認めたものの、ケイツビーの頼みを拒否した限定的な役割であったことや、計画を遅延させ、当局に通報する意思があったと弁明した。一方で陰謀発覚に寄与したモンティーグルの手紙に関しては何も触れなかった。また、自分が1602年から1603年にかけての「スペイン反逆事件」に関与していたことを明かし、その際にスペイン側の要人との取次としてガーネット神父を頼ったことを告白した。12月に入ってトレシャムは尿路炎症によって健康を害し、塔内で治療を受けるも容態は悪化していった。そのままトレシャムは12月23日未明に亡くなった。臨終の間際にガーネット神父に関することなど、いくつかの自白を撤回したが、これは後のガーネットの裁判で当局に利用された。さらに、ガーネット宛の謝罪の手紙や、所持していたガーネットの論文なども、同裁判でコークに効果的に利用された。
なお、逮捕された犯人達の中で唯一獄死し、裁判にかけらなかったトレシャムであったが、その遺体は斬首されてケイツビーやパーシーのものと一緒にノーサンプトンに晒し首にされ、身体はタワー・ヒルの穴に投げ込まれた。
ノーサンバランド伯ヘンリー・パーシーは困難な状況に立たされていた。11月4日に行ったトマス・パーシーとの昼間の食事は不利な証拠であり、トマスの死後は、彼の罪を立証することも、容疑を晴らすこともできる者がいなくなっていた。枢密院は、計画成就のあかつきにはノーサンバランド伯が傀儡の女王に即位させられたエリザベスの摂政になっていたと疑っていたが、彼を有罪にする証拠は不十分であった。伯爵はロンドン塔に留め置かれ、1606年6月27日、ついに侮辱罪で起訴された。彼はすべての公職から追放され、3万ポンド（2021年現在で約660万ポンド）の罰金を科され、最終的に1621年6月まで塔に幽閉され続けた。
モーダント卿とストートン卿は星室庁の裁判にかけられた。彼らにはロンドン塔への収監が宣告され、1608年にフリート監獄に移送されるまで幽閉されていた。また、どちらにも多額の罰金が科せられた。
他にも陰謀には関与していないが、メンバーと個人的関わりがあって尋問を受けた者たちもいた。ノーサンバランド伯の兄弟であるアレン卿とジョスリーン卿が逮捕された。第2代モンタグ子爵アンソニー＝マリア・ブラウンは、フォークスがかつて仕えていたこと、10月29日にはケイツビーに会っていたことから衆目を集めたが、数か月後に釈放された。アグネス・ウェンマンはカトリックの家系で、エリザベス・ヴォークスと血縁関係にあった。彼女は2回の尋問を受けたが、最終的には告発は取り下げられた。パーシーの秘書であり、後にノーサンバランド家の家計管理官となるダドリー・カールトンは、火薬が保管されていた金庫の借り主であったため、結果としてロンドン塔に幽閉されていた。セシルは彼の釈明を信じ、釈放を許可した。

### 裁判

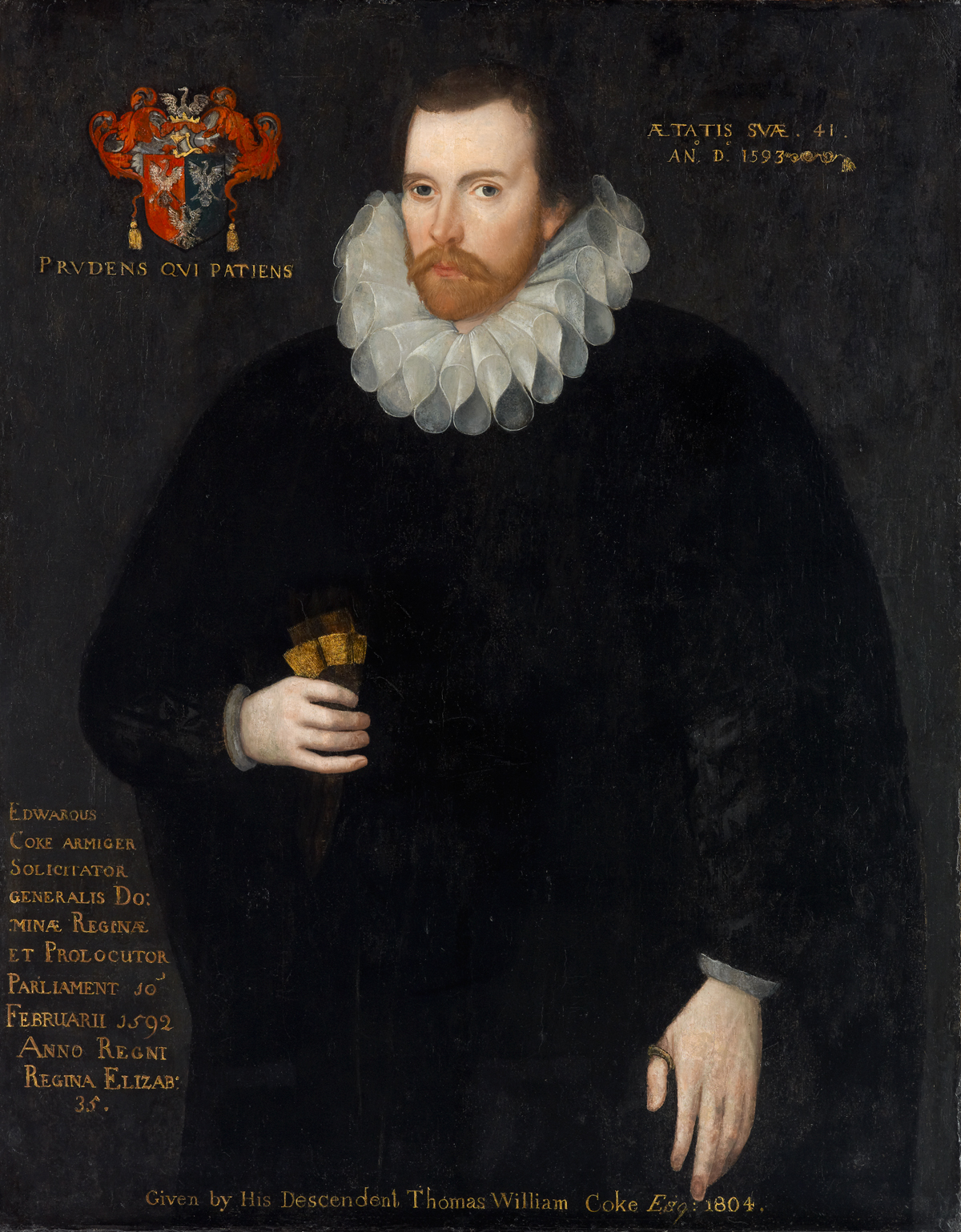
法務長官エドワード・コークは陰謀に関与したと思われる者たちへの尋問を担当した。

1606年1月26日、この時点で生きていた事件の犯人たち8人に対する裁判が開かれた。彼らはウェストミンスター・ホールに喚問され、7人はロンドン塔から平船で、平民のベイツのみゲートハウス監獄から星室庁へと移送された。彼らの中には意気消沈している者もいたが、タバコを吸って平然としている者もいたという。
裁判の傍聴者の中には、国王とその家族も密かに参席していた。出席した諸侯委員はサフォーク伯爵、ウスター伯爵、ノーザンプトン伯爵、デボンシャー伯爵、ソールズベリー伯爵（セシル）であった。ジョン・ポパムが主席判事を務め、以下、トマス・フレミングが財務府裁判所主席判事、トマス・ウォルムスレイとピーター・ウォーバートン卿（Peter Warburton）の2人の判事が大法廷判事を務めた。反逆者たちの名前のリストが読み上げられたが、それは神父の名前からであった。すなわち、ガーネット、テシモンド、ジェラードである。
最初に答弁を行ったのは、下院議長（後に記録長官）のエドワード・フィリップス卿であり、陰謀の背後にあるものについて詳細に語った。
続いて法務長官エドワード・コークの長い答弁が行われ、これはセシルの意図が強く反映されており、国王がカトリック教徒と約束したことは何もないという否定も含まれていた。
モンティーグル卿が陰謀の発見に貢献したことは歓迎され、また1603年に行われたスペインへの使節団（スペイン反逆事件）を非難する内容も強く取り上げられた。しかし、ジェラード神父は計画について何も知らなかったというフォークスの反論は、この答弁では省かれていた。外国の為政者について言及された場合には敬意が払われていたが、司祭の場合には非難され、その行動を可能な限り分析し、批判された。コークは今回の陰謀がイエズス会の発案であることは疑念の余地がないと断言した。ガーネットがケイツビーと面会した際に、ケイツビーが陰謀の非難を受ける謂れはないと述べたことは、イエズス会が陰謀の中心であることの十分な証拠だとされてしまった。コークは、火薬陰謀事件は後世に「イエズス会反逆事件（the Jesuit Treason）」と知られることになるだろうと言った。
また、王妃を始めとする国王一家の運命や、計画が成功した場合に爆発に巻き込まれたであろう罪のない人々のことを踏まえながら語っていった。
さらにコークは死刑囚たちの運命（首吊り・内臓抉り・四つ裂きの刑）についても語った。彼らは仰向けにして地面を馬に引きずられながら死に向かう。「天と地の間で、そのどちらにもふさわしくない死を迎える」ことになるだろう。性器を目の前で切り取られて焼かれ、また腸と心臓も取り出される。そして斬首され、八つ裂き（四つ裂き）にされた身体の一部は「鳥の餌」となるよう晒される。
その後、罪人たちの自白書や宣誓書が読み上げられ、最後に彼らの発言が許された。ルックウッドは「この世の誰よりも敬愛している」ケイツビーに計画に引き込まれたと主張した。
トマス・ウィンターは、兄ロバートの免罪を請い、自らは絞首刑となることを懇願した。
フォークスは無罪を主張し、起訴状の一部については知らなかったと釈明した。キーズは自分の運命を受け入れた様子を見せ、ベイツとロバート・ウィンターは慈悲を請い、グラントは自分の関与を「関わったが未遂に終わった陰謀」と弁明した。
別容疑で裁かれたディグビーだけは、国王がカトリック教徒に対する寛容の約束を反故にしたと非難し、ケイツビーへの敬愛とカトリックの大義への敬信が自分に行動を起こさせたとして罪を認めた。
そのうえで斧による処刑（斬首刑）を望み、また残される幼い家族への国王の慈悲を求めた  。
彼らの答弁は無駄に終わり、コークやノーサンバランドに論破され、7人の共犯者とともに大逆罪での有罪を宣告された。
ディグビーは「もしもあなた方の中に私をお許しくださるようおっしゃってくれる方がいるのであれば、私はもっと気軽に絞首台に向かうでしょう」と叫んだ。これに対する返答は短く、「神よ、彼をお許しください。我らもそうします（God forgive you, and we do.）」。

### ガーネット神父の逮捕と裁判

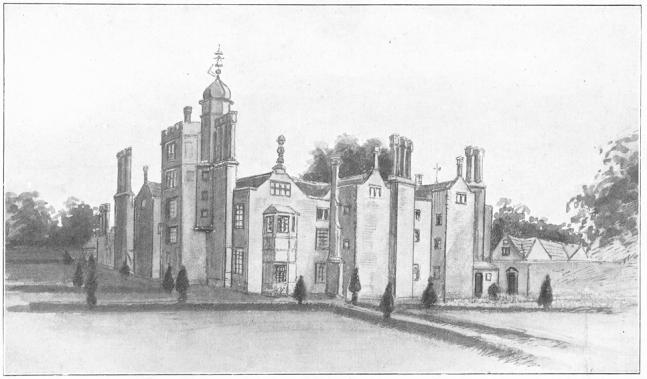
ウスターシャーにあったハインドリップ・ホール。建物は1820年の火事で焼失した。

先述の通り、トマス・ベイツらの「自白」を基に当局は事件にイエズス会が関与していたものとみなし、1606年1月15日にヘンリー・ガーネット神父、ジョン・ジェラード神父、グリーンウェイ神父（オズワルド・テシモンド）に対する指名手配を行った。このうち、ジェラードとテシモンドはうまく当局の目を逃れ、最終的に国外逃亡に成功した。しかし、ガーネットは運が悪かった。
ガーネットが潜伏していたハインドリップ・ホールは、トマス・ハビントンの家で、同じイエズス会のエドワード・オールドコーン神父の拠点でもあった。ここには他に聖職者の巣穴の構築で有名なニコラス・オーウェンも潜伏していた。ハインドリップ・ホールに当局の捜査の手が入ったのは1月20日のことであり、地方判事とその部下達は、家主であるハビントンの抗議を無視して連日の家宅捜査を続けた。24日にオーウェンとラルフ・アシュリーが空腹に耐えかね投降した。ここでガーネットとオールドコーンはもう少しだけ耐えれば当局は諦めて帰ると踏んでいたが、ハンフリー・リトルトンの逮捕がその予想を阻んでしまった。先述のロバート・ウィンターとスティーブン・リトルトンを匿っていたが当局に見つかり、逃亡したハンフリーはスタフォードシャーのプレストウッドにて逮捕された。その後、ウスターで死刑宣告されるも1月26日に助命を請いてガーネットの居場所を密告していた。このために当局は諦めることなくハインドリップ・ホールの家宅捜査を続け、結局、1月27日に、長期間に渡る聖職者の巣穴での生活で衰弱したガーネットはオールドコーンと共に当局に投降した。
ガーネットはまずウスターシャーのホルト城に連行された後、数日後にロンドンに移送され、最初はウェストミンスターのゲートハウス監獄に収監された。その翌日にはロンドン塔に移された。このロンドンへの移送の際には、長い潜伏生活で衰弱していたガーネットのために、国王の負担で良馬があてがわれ、またロンドン塔でも彼が「非常に素晴らしい部屋」と表現する部屋をあてがわれた。彼に対する尋問は23回にわたった可能性があるが、拷問台（ラック）などが使用される恐れに関しては「Minare ista pueris（脅しが通じるのは少年のみ）」と答え、そうした行為が無駄だと示した。結局、ガーネットの返答や明かす情報は事前によく考えられたものであり、また限定的であった。尋問者たちは様々な手を考え、内通者にゲートハウス監獄にいる甥への手紙を中継することを申出させてその手紙を検閲したり、壁にわざと穴を開けて会話が可能なオールドコーンの独房と隣合わせに入れて、その会話を盗み聞きするなどと処置をとった。これは結果として、自分が計画を知っていたと証言できるのは一人だけだ、という重要な情報をガーネットが漏らすことに繋がった。その後の拷問によって彼はテシモンドを通してケイツビーの計画を事前に知っていたことを認めた。
ガーネットに対する裁判は3月28日にギルド・ホールで午前8時から午後7時まで行われ、起訴内容は大逆罪であった。
コークの答弁ではガーネットが計画の立案者になっていた。彼は「ガーネットは天賦の才を与えられた者であり、博学で、数か国語に長けた専門家であり、本当に彼は同輩や高位のイエズス会士の前任者たちよりも優れている、悪魔のような反逆罪を企てたという点において。偽装の博士として王の破滅（Deposing）、王国の破滅（Disposing）、臣民の破滅（Daunting）と恫喝（Deterring）、そして破壊（Destruction）を企んだのである」と糾弾した。また、トレシャムの死に際に書かれたガーネット宛の謝罪の手紙が読み上げられ、それは1603年の「スペイン反逆事件」について書かれていたものにもかかわらず、中身を知らないガーネットには1605年の出来事のものだと錯覚させた。さらに裁判では火薬陰謀事件だけではなく、彼自身の教義についても質問が行われた。トレシャムの遺品にあったガーネットの論文より、信仰のためには時に嘘をつくことも仕方がないとする「曖昧性の教義」は、「公然と、かつ大々的に嘘を放ち、偽証すること」とコークに糾弾され、さらにガーネットの立場を危なくした。テシモンドから聞いた内容は懺悔室の守秘義務の下で行われたために、当局に通報できなかったという弁明に対して、セシルはその時点で暗殺計画はまだ起きていないのだからできたはずだと指摘した。また、ケイツビーと無実の人々の死について直接会話した際にも同様にできたはずだと指摘したが、ガーネットはこの時点では質問と事件の関連性が理解できていなかったと弁明した。ノーザンプトン伯はラテン語で「quod non-prohibet cum potest, jubet（男ができることを禁じないのは、彼への命令と同じ）」と批判した。
ガーネットはすべての容疑に反論し、カトリックの立場を説明して自分はケイツビーを止めようとしたと弁明したが、それでも有罪となり、死刑宣告を受けた。

### 死刑執行

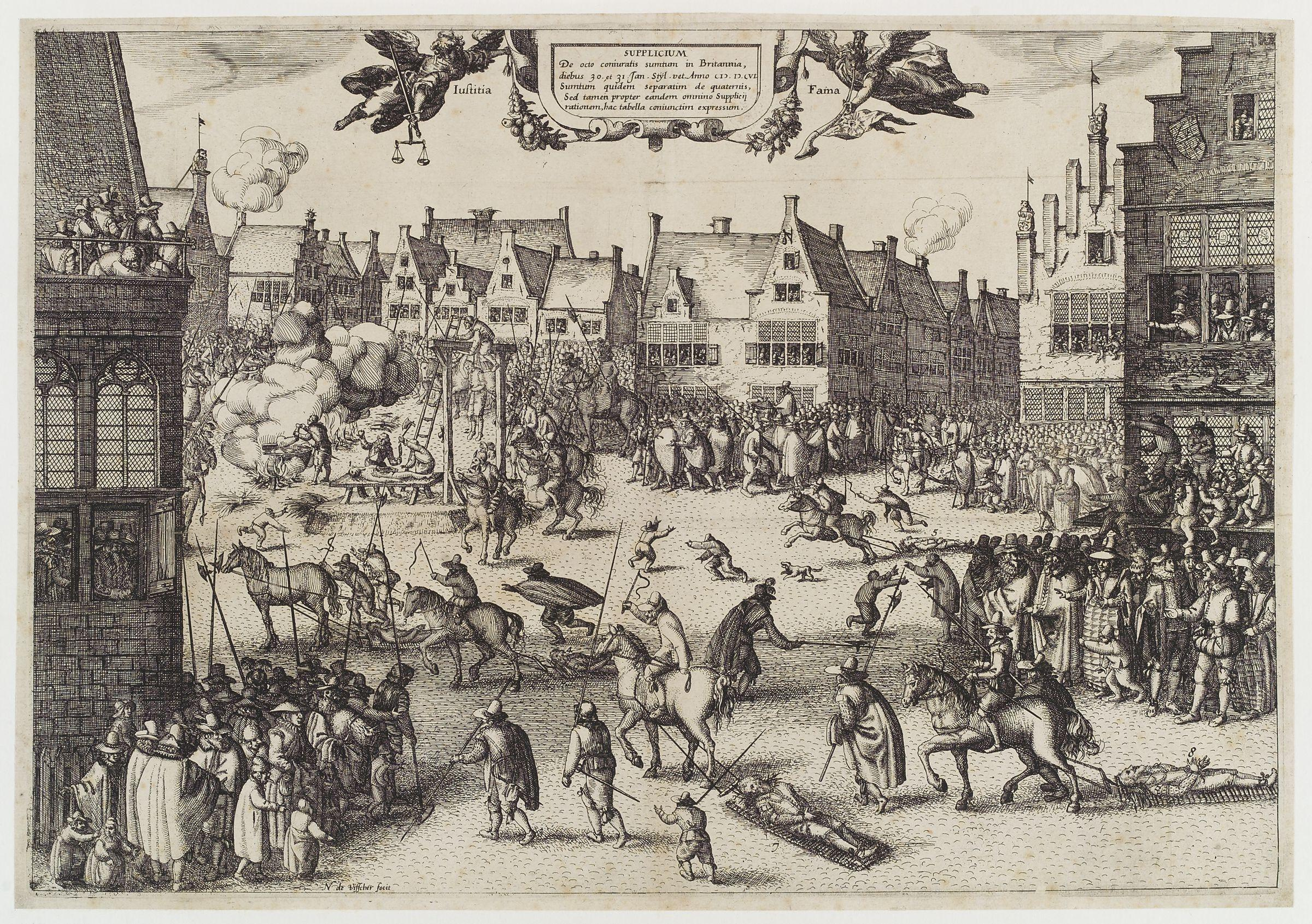
火薬陰謀事件の犯人たちが首吊り・内臓抉り・四つ裂きの刑に処された場面が描かれた版画

既に死亡していたケイツビーとパーシーは、遺体を掘り起こされ、斬首された後、その首は貴族院の外にスパイク（長槍）で串刺しにされ梟首にされた。
寒かった1月30日にエベラード・ディグビー、ロバート・ウィンター、ジョン・グラント、トマス・ベイツの4人は、ハードル（木の板）に縛られて、ロンドンの混雑した通りをセント・ポール教会堂まで引き回された。
最初に処刑台に上がったディグビーは観衆に赦しを請い、プロテスタント司祭の説教を拒んだ。
衣服を剥ぎ取られシャツ1枚となった彼は、梯子を上り、絞首縄に頭を通した。
意識があるうちに性器を切り取られ、内臓を抉られ、他の3人の仲間と共に四つ裂きにされた。
翌日、トマス・ウィンター、アンブローズ・ルックウッド、ロバート・キーズ、ガイ・フォークスの4人は、爆破を計画していた建物の反対側にあたるウェストミンスターのオールド・パレス・ヤードで、首吊り・内臓抉り・四つ裂きの刑に処された。
キーズは、絞首刑の執行を待たず自ら絞首台より飛び降り自殺を図ったが、死ぬことはできず舞台に連れ戻された。拷問で弱っていたフォークスも同じく絞首台から飛び降りたが、彼は頸椎を折って死ぬことに成功し、陰惨な処刑の後半の苦しみから逃れることができた。
スティーブン・リトルトンはスタッフォードで処刑された。彼のいとこのハンフリーは当局に協力したにもかかわらず、ウスター近くのレッドヒルで処刑された。
ガーネット神父の処刑は1606年5月3日に行われた。

## 余波・影響

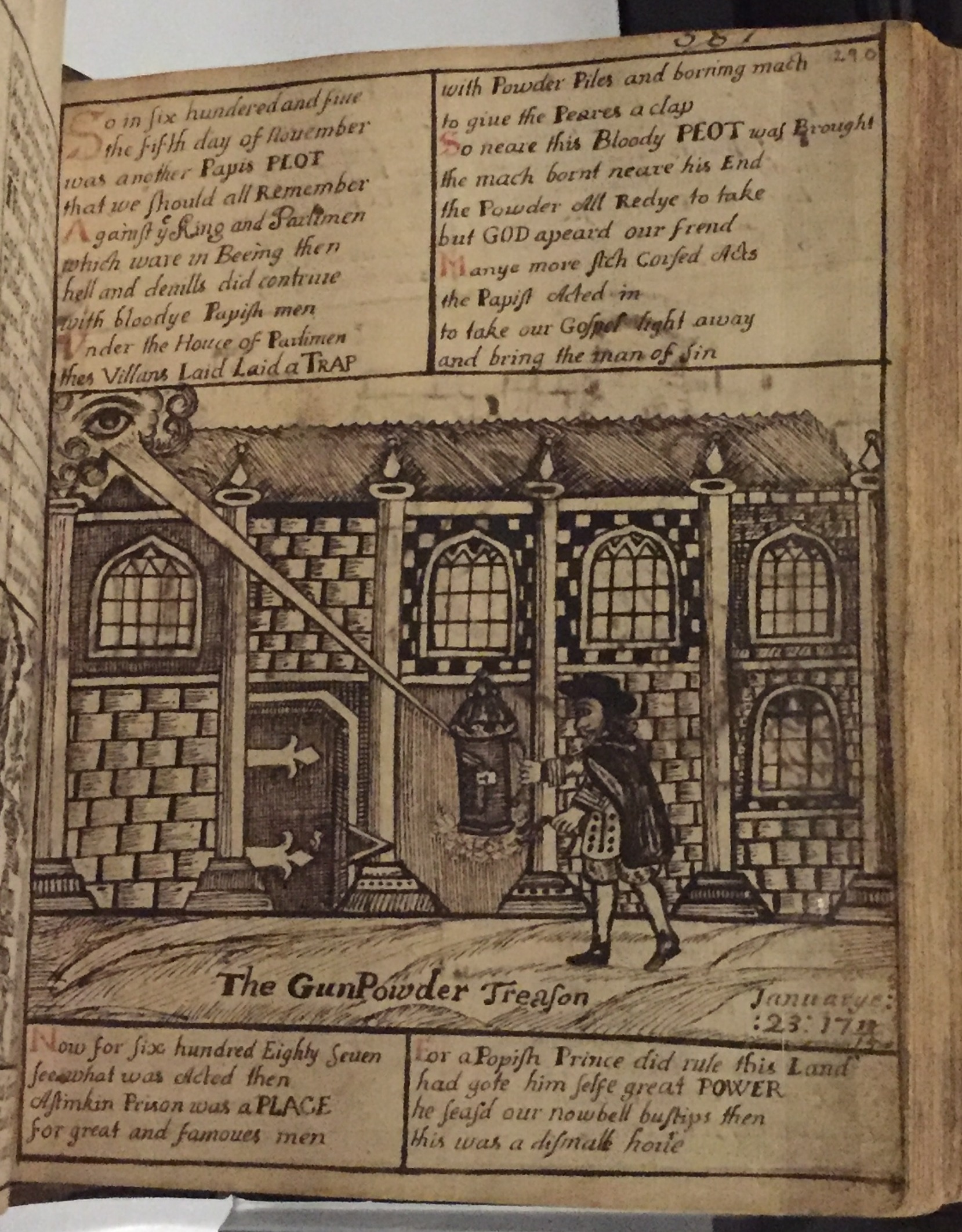
18世紀のプロテスタントの聖書に記された「火薬反逆事件（The Gunpowder Treason）」

1604年当時、そもそもローマ・カトリック教徒が自由に礼拝できるようになることは考えにくいことであったが、このような広範囲にわたる陰謀の発見と関係者の逮捕・裁判を経て、議会は新たな反カトリック法を導入することになった。こうした対カトリック政策の変更はスペインの希望を打ち砕くものでもあった。
1606年の夏、国教忌避者に対する法律が強化された。「Popish Recusants Act」は、エリザベス朝時代の罰金と規制を復活させ、聖餐式のテストと忠誠の宣誓（至上権承認の宣誓）を導入し、また、カトリック教徒たちに「ローマ教皇に破門された君主は退位または暗殺されるべき」という教義を破棄するように求めるものであった。
カトリックが自由になるのは、それからさらに200年掛かったが、ジェームズ1世の時代においては、重要かつ忠実なカトリック教徒が政府高官として活躍していた。
確かにガーネット神父が期待していたようなカトリックに対する「寛容」のある「黄金時代」は到来しなかったが、ジェームズの治世下は比較的カトリックに寛容な時代であり、告発される者はほとんどいなかった。
劇作家ウィリアム・シェイクスピアは、『ヘンリー四世』シリーズの劇中で、ノーサンバランド伯一族の歴史を参照しており、火薬陰謀事件もまた、1600年のガウリー陰謀事件と共に、1603年から1607年の間に書かれた『マクベス』の中で参照されていたようである。
火薬陰謀事件によって、悪魔に対する関心が高まった。国王は、スコットランドだけでなくイングランド王になる前の1599年に『デモノロジー』を執筆し、異世界の力に関する大論争に参加していた。
この事件に影響を受けた他の作家としてはジョン・ミルトンがいる。彼は1626年に、ある解説者が「批評するに厄介な詩（critically vexing poem）」と呼ぶ『In Quintum Novembris』を書いている。この詩は「イギリスとプロテスタントの祝祭日に対する党派的な国民感情」を反映したものであり、1645年と1673年に出版された版では、この詩の前に火薬陰謀事件をテーマにした5つのエピグラムが掲載されており、これはミルトンが大作の準備のために書いたと推測されている 。この事件は後の彼の代表作『失楽園』にも影響を与えた可能性がある。
火薬陰謀事件は、特別な説教や、教会の鐘を鳴らすなどの公的行為によって何年も記念された。これは17世紀イングランドの国家的・宗教的生活に影響を与えたプロテスタントの祝賀行事として、より大きなものとなっていき、今日の「ガイ・フォークス・ナイト」へと発展した。
歴史家のロナルド・ハットンは、『もし火薬陰謀が成功していたら？（What If the Gunpowder Plot Had Succeeded?）』の中で、陰謀が成功して貴族院とその関係者たちが抹殺された場合の後のことを考察している。
それによればハットンは、疑わしいカトリック教徒に対する激しい反発が起こり、外国からの援助がなければ反乱の成功はありえないだろうと結論付けた。宗派の違いはあってもイングランド人の多くは君主制には忠実であった。結果、議会改革や市民改革の道を歩まず、「17世紀のスウェーデン、デンマーク、ザクセン、プロイセンのようなピューリタン的な絶対王政」になっていた可能性がある。

### セシル黒幕説
当時の多くの人々は、国王秘書長官ロバート・セシルが国王の寵愛を受けること、かつ、より強固な反カトリック法を制定するために陰謀に関与していたと疑っていた。
このような陰謀論は、セシルが実際の計画の首謀者、あるいは自分の手下を計画に参加させておき、プロパガンダのために計画の準備が進むことを黙認していたというものである。
1678年のカトリック陰謀事件では、再び火薬陰謀事件への関心が高まり、これに対してリンカーン司教のトマス・バロウが「事件がすべてセシル長官の策略という大胆だが根拠のない憶測」に反論した本を出版した。
1897年、ストニーハースト大学より、火薬陰謀事件で逮捕を免れたジョン・ジェラード神父の名前を名乗る著者の『火薬陰謀とは何だったのか（What was the Gunpowder Plot?）』という本が発表され、この中ではセシルが黒幕だと主張されていた。
この主張はその年の内にサミュエル・ガーディナーの反論を受けた。ガーディナーは、何世代にもわたってイングランドのカトリック教徒たちを圧迫してきた火薬陰謀事件を「拭い去ろう」とするジェラードの行為は行き過ぎだと非難した。
ガーディナーはセシルの罪は単なる機会主義者に過ぎないとした。
1969年にフランシス・エドワーズが発表した『ガイ・フォークス：火薬陰謀の真相』など、セシルが陰謀に関与していたことを証明する試みは続けられたが、明確な根拠がないため、ジェラードの主張と同様の結果に終わっている。
議会地下室は、カトリック陰謀事件のニュースが流れた1678年まで個人に貸し出され続けていた。その後は、議会開会式の前日に地下室を捜索することが賢明とされ、この儀式は現在まで続いている。

### ガイ・フォークス・ナイト

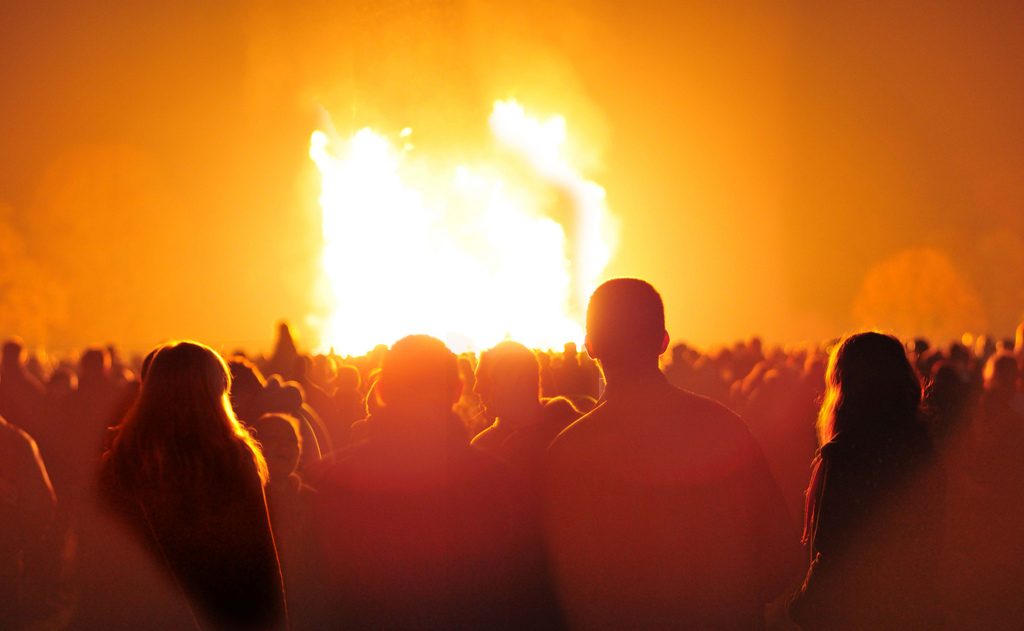
陰謀の失敗を記念して、イギリスでは毎年11月5日に焚き火が行われる。

1606年1月、事件後初の議会開催中に「1605年の11月5日遵守法」が可決され、11月5日を記念した礼拝や説教がイングランドの恒例行事となった。この法律は1859年まで有効であった。
教会が鐘を鳴らしたり、焚火を行って祝う週間は陰謀が発覚した直後から始まっており、初期の祝賀行事でも花火が打ち上げられていた。
イギリスでは、11月5日は「ボンファイア・ナイト（焚火の夜、Bonfire Night）」、「ファイアワークス・ナイト（Fireworks Night）」、「ガイ・フォークス・デー（Guy Fawkes Day）」などと呼ばれている。
イギリスでは、11月5日前後に花火を打ち上げる習慣が残っている。
伝統的には、11月5日までの数週間、子供たちは古着に新聞紙を詰めてグロテスクなマスクを付けた「ガイ」の人形（ガイ・フォークスを模したものと思われる）を作り、これを当日に焼いた。かつてはこの人形を街頭に出して花火代を集めることも行われていたが、これは現在では珍しいものとなっている。
このように、ガイという言葉は、19世紀には奇妙な格好をした人を意味するようになり、やがて20世紀から21世紀にかけて男性を意味するようになった（タフガイやナイスガイなど）。
11月5日の花火大会や焚き火パーティーは、イギリス全土で行われ、大規模な公共の場でも個人の庭でも行われる。
特にサセックスでは、地元のサセックス・ボンファイア協会が主催する大規模な行列や大きな焚き火、花火大会が行われ、中でもルイスでは最も手の込んだイベントが開催される。
伝記作家のエスター・フォーブスによれば、独立前のアメリカ植民地ではガイ・フォークス・ナイトは非常に人気のある休日だったという。ボストンでは「ポープ・ナイト（Pope Night）」と呼ばれ、この日の騒ぎは反権力的な雰囲気を帯びて、しばしば危険な状態に陥り、多くの人が家に籠ったという。

### 爆発の再現

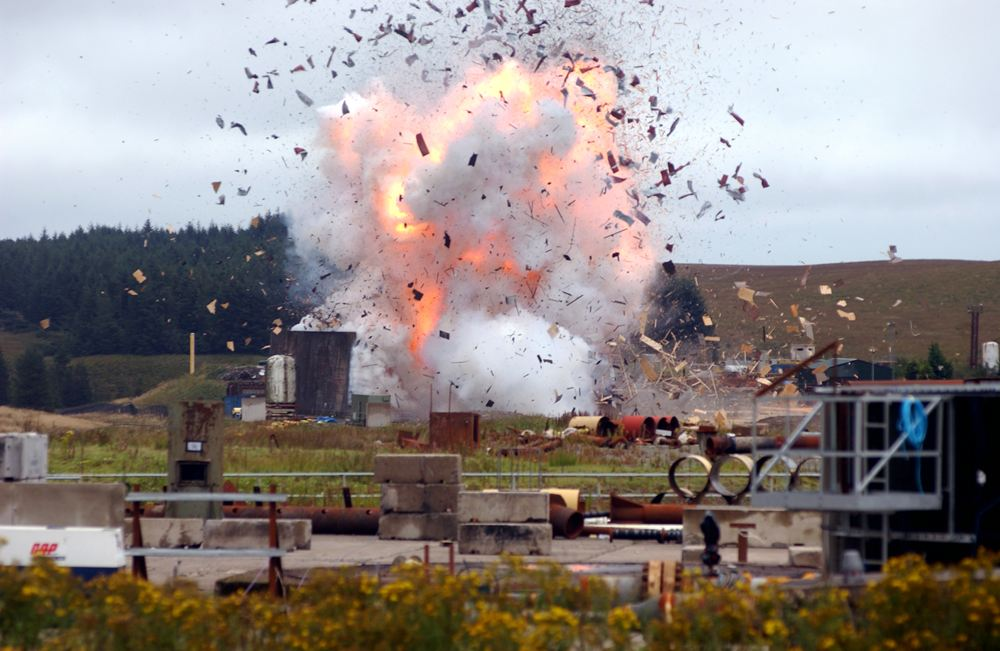
爆発した瞬間の写真。

2005年に放映されたITVの番組『The Gunpowder Plot: Exploding The Legend（火薬陰謀事件：爆発の伝説）』では、貴族院の実物大レプリカを作り、合計1トンの火薬樽を使って爆破実験を行った。
実験はADVANTICA社が所有するスペイダム実験場で行われ、火薬が正常に使用されていれば、爆発によって建物内の全員が死亡しただろうことが実証された。
爆発の威力は、地下室を構成する深さ7フィート (2.1 m)のコンクリート壁（史料に基づいて旧貴族院の材質を再現したもの）のうち、玉座の直下に当たる樽があった端の壁は瓦礫と化し、隣接していた部分の壁もそれに巻き添えになる形で押しのけられるようになっていた。
爆風の威力を計算するために建物内に置かれていた測定器は、爆発によって破壊される直前に目盛りがオーバーしたことが記録されていた。廷臣や貴族、司教たちに囲まれる形で、玉座に置かれていたジェームズを模した人形の頭部の一部は、かなり離れた場所から発見されたという。
番組によれば、爆発から半径330フィート (100 m)以内にいた者は死亡し、ウェストミンスター寺院のステンドグラスはすべて粉々になり、宮殿周辺の窓もすべて粉々になっただろうと推測している。
この爆発は何マイルも離れたところからも見ることができ、音ならさらに離れていても確認できたと思われる。
フォークスが覚悟していたように、仮に火薬の半分しか爆発しなかったとしても、貴族院とその周辺にいた全員が即死したものと考えられる。
また、番組では火薬が劣化していれば爆発は起こせなかったという説も検証し、否定した。
意図的に劣化させ、火器にも使えないような低品質の火薬の一部を山積みにして点火しても大きな爆発を起こすことができた。すなわち、劣化していても木樽の中に詰めれば、質に関係なく衝撃を拡大させることができた。圧縮された火薬はまず樽の上部から吹き上がり、数ミリ秒後に吹き飛ぶという大砲のような効果を見せた。
計算すると火薬の扱いに長けていたフォークスは必要な量の2倍用意していたことがわかった。
フォークスが使用したものと同じサイズの樽の中に、イギリスで入手可能な当時と同じ火薬12キログラム (26 lb)を入れて爆発させるテストを行ったところ、プロジェクトの専門家たちは、圧縮がもたらす爆発の効果に非常に驚いたという。
フォークスが守っていた火薬の一部は現存している可能性がある。2002年3月、大英図書館で日記作者ジョン・イーヴリンのアーカイブを目録化していた作業員が、多数の火薬のサンプルが入った箱を発見した。この中にはガイ・フォークスが所有していたというイーヴリンの簡易な自筆メモが入っているものも含まれていた。19世紀に書かれた別のメモがこの出所を確認していたが、1952年に付け加えられたメモには「しかし、もう何も残っていなかった！（but there was none left!）」とあった。